# 日本ボクシングコミッション事件
日本ボクシングコミッション事件（にほんボクシングコミッションじけん）は、財団法人日本ボクシングコミッション (JBC) 本部事務局長であった安河内剛ほか3名の職員が2012年4月から6月に解雇され、別の職員2名が退職する騒動のなかにおいて、安河内ほか2名の被解雇職員が提起したそれぞれの訴訟のことを指す。

## 概要
日本ボクシングコミッションの 本部事務局長であった安河内剛を誹謗中傷する怪文書が、当該財団法人の各地区事務所と全国のボクシングジムに送付されたことを発端に、2012年4月から6月、安河内のほか3名の職員が解雇され、別の職員2名が退職した。
安河内は、2012年5月、JBCによって自らに下された降格・減給処分や配転命令の無効確認等を求める訴えを東京地方裁判所に提起したものの、同年6月にJBCから懲戒解雇処分を受けたことから、これらの処分・命令の無効確認等を求め、請求を追加的に変更した。JBCはこれを受けて安河内に対し、懲戒解雇処分までの間に安河内の職務専念義務、競業避止義務等に違反する行為により損害を被ったとして損害賠償を求める反訴を提起した。2014年11月21日の第一審判決は、降格処分はJBCの人事権の濫用に当たると認めるのが相当であるから、これに伴う減給処分も無効であり、また懲戒解雇処分も正当な理由なく行われたもので無効であるなどとして、本訴請求をほぼ認容し、反訴請求を棄却した。2015年6月17日の控訴審判決もこれを全面的に支持。2016年6月8日、最高裁判所第二小法廷はJBCの上告を斥ける決定を下し、原判決が確定した。
安河内以外の2名は、それぞれの主張がほぼ全面的に認められた第一審判決が確定した後、JBCと和解し、いずれも組織を離れている。
ここでは安河内の事件を主軸に、各事件の認定事実が示す一連の事件の全貌とともに、同時期のJBC周辺でみられた諸問題をあわせて説明する。

## 事件の背景

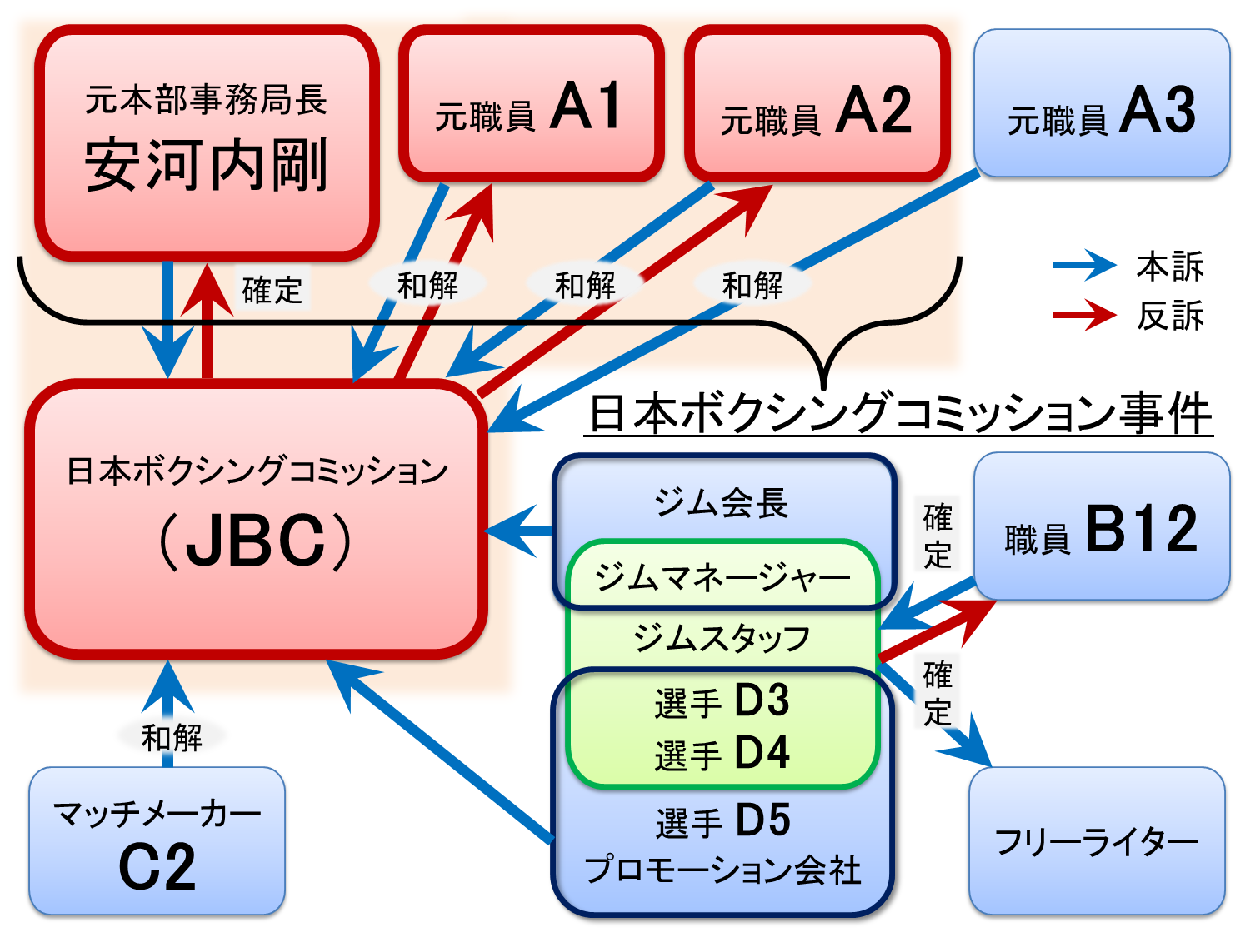
日本ボクシングコミッション（JBC）に解雇された安河内剛と元職員A1・A2（いずれも経理担当）が訴えを起こした日本ボクシングコミッション事件および同時期に周辺で提起された訴訟の相関図（肩書は提訴した当時のもの）。マッチメーカーのC2は被解雇職員らと同様の理由でライセンスの無期限停止処分を受けたが、提訴の後、和解。選手関係者がJBCを相手どった事件はいずれも、陣営のジム会長・マネージャーのライセンス更新申請が同組織により却下されたことに係るもの。B12は2012年6月の安河内らの解雇と同時に常勤の職員となったリングアナウンサーで、選手等が提起した名誉毀損事件では関西事務局主任・B10とともに行った情報提供の詳細が明らかになった。JBC理事長は選手が納付する健保金を訴訟費用の支払いに充てたことを窺わせる発言をしている。

以下、「同時期の日本ボクシングコミッション関連訴訟等」までの節においては仮に、安河内剛以外の被解雇職員をA1〜A3とし、説明に登場する者のうち日本ボクシングコミッションのコミッショナー・理事等をB1〜B4、同本部事務局員をB5〜B9、同関西事務局員をB10、同試合役員等をB11〜B13、同関西事務局長をB14、同関西地区試合役員をB15、後に同コミッショナーとなる者をB16、同理事（元東京ドームホテル代表取締役会長）をB17、マッチメーカーをC1・C2、選手をD1、日本プロボクシング協会会長をE1、同事務局長をE2とする。これらの肩書は2011年6月現在のものであり、変更については適宜後述する。「　」等で示す判決文の引用においては、証拠・証人、指示記号・段落番号等を略す。

### 日本ボクシングコミッションの組織概要

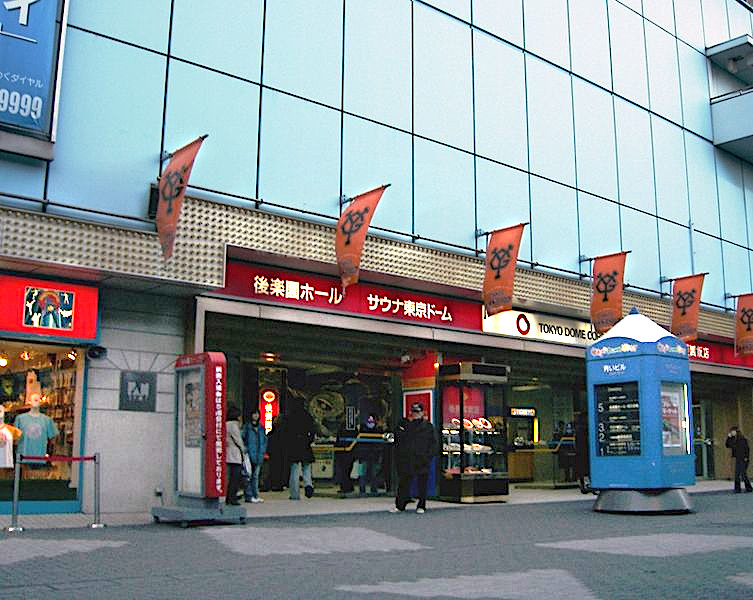
日本ボクシングコミッション本部が入居する東京ドームシティの後楽園ホールビル

日本ボクシングコミッション（以下、JBC）は、1952年に設立された非営利団体で、プロボクシングの試合を適正に管理運営する独立機関である。主にプロボクシングに関する規則の制定、プロボクシングの試合の管理、タイトル承認、ランキング管理、プロボクサーの健康管理、国際ボクシング団体への加盟や国際交流の推進等の業務を行っている。JBCには十数名の理事で構成される理事会が置かれ、理事会は、代表理事（会長）を互選し、会長は副会長1名、専務理事1名および常務理事1名をそれぞれ選任する。会長は一般にコミッショナーと呼ばれ、JBC管轄下で行われるプロボクシングの試合を管理、統括する権能を持ち、コミッショナーの下す裁定、裁決および制裁は最終決定となる。専務理事は会長・副会長を補佐し、常務理事は会長・副会長・専務理事を補佐する。JBCには本部事務局の他に4つの地区事務局があり、2011年6月当時、これらの事務局に合計14名の職員が在籍し、本部事務局には本部事務局長・安河内以下合計8名が在籍していた。本部事務局長・地区事務局長は会長が任命するが、実務上は本部事務局長が地区事務局長・本部事務局員の採用・解雇を行うことになっており、地区事務局長は地区事務局員の採用・解雇を行う。
プロボクシングの試合を企画し、管理・運営するには、プロボクサー、トレーナー、セコンド（トレーナーを補佐し、試合ではプロボクサーを補助し、助言を与える）、マネージャー（契約するプロボクサーの利益を守るため、その健康を管理し、収入確保のために適切な数の試合に出場させるなどの事務にあたる）、プロモーター（試合興行における責任者）、クラブオーナー（ボクシングジムの経営者）、マッチメーカー（対戦者を選定し、試合を組み立てる）、インスペクター（試合が公正に行われるよう管理、監督する）、審判員（レフェリー、ジャッジ）、アナウンサー、ドクター（プロボクサー・レフェリー・試合役員の健康を管理する）、タイムキーパーおよび進行（インスペクターを補佐し、試合の進行を担当する）の各関係者が必要であり、JBCはこれらの各関係者にはライセンスを要するものと定め、それぞれの適性の有無によりライセンスを付与、剥奪する。ライセンス保持者のうち、インスペクター、レフェリー、アナウンサー、ドクター、タイムキーパーおよび進行は、JBCの業務であるプロボクシングの試合管理、プロボクサーの健康管理にとって不可欠な存在として試合役員と位置づけられ、東京本部と各地区それぞれに試合役員会が組織されており、地区ごとに所属する試合役員の互選によって会長が選任される。試合役員会は原則として毎月開催され、試合役員のほか、JBC各事務局の事務局長、事務局員が出席し、試合の裁定などを協議する。
JBCの業務にはこの試合役員会以外に、選手の養成・訓練を行うクラブオーナーを会員として構成された私的かつ任意的な親睦団体であり、興行での利益を求める事業者の団体である日本プロボクシング協会（以下、協会）の協力が不可欠である。協会の傘下に各地区組織として東日本ボクシング協会、中日本ボクシング協会、西日本ボクシング協会、西部日本ボクシング協会、北日本ボクシング協会がある。JBC設立以前は協会の中に審査員部が置かれて試合の審判員もここから送り出されており、中立性の維持が困難であった。JBCは1978年3月7日に公益性を認められて財団法人となったが、公益法人制度改革に伴い、理事会決議をもって一般財団法人化の方針をとり、2013年7月1日付で「一般財団法人　日本ボクシングコミッション」と名称を変えた移行法人である。

#### 王座認定団体への加盟状況
初代コミッショナー田邊宗英がWBAの前身であるNBAに加盟申請し、認可されたのが1954年1月7日付であった。この当時は他団体のタイトルマッチに勝利してもJBCは王者と認めない方針をとっていた。1969年7月28日、ファイティング原田がオーストラリア・シドニーでWBC（世界ボクシング評議会）世界フェザー級タイトルマッチに出場し、同国人の王者であるジョニー・ファメションに不運な判定負けを喫するが、この世界戦の実現に際しても原田が所属する笹崎ボクシングジムの会長・笹崎僙をはじめとする業者側とJBCの間には大きな摩擦があったとされる。原田陣営はこの判定負けを不当なものとしてWBCに抗議し、1970年1月6日に東京でファメションとの再戦が実現するが、その際にJBCはWBCに加盟した。この後しばらくJBCはプロボクシングの王座を認定する主要4団体のうち、上記のWBA・WBCの2団体についてのみ世界タイトル戦を認めていたが、協会の要請を受けて2011年2月28日、WBA・WBCの国内現役世界王者によるWBO（世界ボクシング機構）・IBF（国際ボクシング連盟）の現役世界王者との王座統一戦に限ってという条件付きで残る2団体を承認することとした。その後、2013年4月1日付でWBOとIBFの世界タイトル戦を全面的に認可することとしたが、両団体の地域タイトルや下部タイトル（インターナショナル王座など）については依然として認めていない。

### 安河内剛の経歴と従前の評価
安河内剛は大学在学中にボクシングジムでボクシングを始め、プロボクサー、レフェリーのライセンスを取得し、1990年頃にJBCにアルバイト職員として採用された後、1994年1月に正規職員となり、1998年2月28日に新設された国際部長に就任し、2005年2月28日には事務局次長、2006年4月1日には本部事務局長に就任した。2007年2月28日にはJBC理事となっている。本部事務局長に就任すると同時に、WBCの理事・ランキング委員に、WBAの理事・資格委員会委員に就任し、いずれもスーパーバイザーとして国外での多数の世界戦の立会業務に従事し、2009年11月にはWBCの事故調査委員会委員長、OPBFの共同会長・事務局長・ランキング委員となった。
本部事務局長に就任後はコミッション改革に乗り出し、他国との交流を進めてJBCの国際的信用を高め、WBC総会に積極的に参加し、2年連続で同団体の最優秀事務局員に選ばれるなど、国際的な高評価を受けていた。ライセンス等の統括管理を可能とするシステムの開発・導入、就業規則の制定等を行い、暴力団排除に積極的に取り組み、ボクサーOBの警察官採用への橋渡しをし、女子ボクシングを導入、U-15にも積極的に関与した。亀田三兄弟の父・史郎が「安河内の首とったる」とすごんだ際には逆にセコンドライセンスの無期限停止処分を科し、JBC本部事務局長の持つ権限の強さを世間に示した。また、各地区事務局の事実上の独立採算制を解消し、本部が一手に管轄する体制を整えた。安河内のJBC財政再建策についてはJBC関係者が「JBCから事業の外部委託を受けていたボクシング関係者がいたが、安河内は無駄を省くためにその委託を打ち切ったことがあった」と明かしている。
『ボクシング・マガジン』2011年8月号は「そして何より試合の安全管理に対する真摯な対応は、このスポーツへの情熱の深さをとことんまでうかがわせた」と評している。同日発売の『ボクシング・ビート』は安河内を「法律を学び、物事の是非をよくわきまえていた」はずの人物と評し、「有能な官吏にも似た安河内氏の手腕は内外で高く評価されていたが、どうやら、一部の人たちの評価は違っていたようなのである」として、この騒動の実態について「安河内氏とJBC職員、試合役員との間で起こったある種の“権力闘争”だったのではないか」との見解を示した。

### 1国1コミッション制と独占禁止法
1983年にWBAから分離独立したIBFはJBCに加盟を求めたが、当時の事務局長・小島茂はWBAの副会長でもあり、これに応じなかった。このことに不満を持った奈良池田ジム会長・池田久が同年8月、JBCと競合するIBF日本ボクシングコミッションを設立すると、それまで「1国1コミッション」を標榜して独占的にプロボクシングを統括していたJBCはこれを宣戦布告と受け止め、IBF日本に関与した選手・関係者にはライセンス剥奪（事実上の永久追放）の強硬処分を科した。さらにJBCはマスメディアに対し、IBFについては記事で触れないでほしいと要請。『ワールド・ボクシング』（現在の『ボクシング・ビート』）は「さすがに専門誌として、実際に行われた試合をなかったことにはできない」とIBFの世界戦やランキングを掲載し続けたが、二大通信社は外電をカットしてほとんど配信せず、一般紙からスポーツ紙、テレビに至るまで、通信社と契約するほとんどのマスメディアが国外開催のIBFの世界戦を扱わなかった。IBF日本は「村八分状態」にありながら数億円を費やして何度か興行を維持したが、2004年頃活動を停止して2011年池田久逝去で自然消滅となっている。
新垣諭はIBF日本の承認する試合でIBF世界バンタム級王座を獲得し、国際的には王座認定団体であるIBFの歴代世界王者に名をつらねているが、日本において世界王者として扱われることは少ない。IBF日本が機能を失った後、他に類似組織が現れないままJBCが独占的に日本のプロボクシングをとりまとめることで事実上の「1国1コミッション制」が形成され、日本のボクシングジムに所属して世界王者となった他の選手達はすべてこの管轄下にあったため、マスメディアもJBCとの敵対を避けて新垣から遠ざかり、日本でプロボクシングの世界王者といえばJBC由来の情報に基づいて新垣以外の選手達のみを取り扱うことがほとんどだからである。『ボクシング・ビート』2011年3月号は新垣について、「IBFとJBCの政治的闘いに振り回されたともいえる」「IBF日本を巡る犠牲者の1人なのかもしれない」と歴史を振り返り、「もしIBFを容認することになれば、その時はぜひ1人の元チャンピオンの復権にコミッションと協会は力を貸してほしい」との要望をしたためており、スポーツジャーナリストの近藤隆夫も2013年に四半世紀にわたる同旨の見解を示している。
1989年6月23日、IBF日本は公正取引委員会に対し、JBCは私的独占の禁止及び公正取引の確保に関する法律（独占禁止法）に違反していると訴えた。その後、JBCルール（現在の正式名称は「一般財団法人日本ボクシングコミッションルール」）が定めるその指揮監督権限の適用範囲は、JBCおよび全日本ボクシング協会が1991年4月30日付の公正取引委員会公審第26号により独占禁止法に違反することのないようにとの注意を受けたことから、1992年に「日本国内の全ての試合」を改め、2016年現在、「日本国内においてJBCの管轄の下でおこなわれるすべてのプロボクシング」とされている。

#### 日本ボクシングコミッションルール前文の変遷
初代コミッショナーの田邊は日本ボクシングの憲章である「ルールブック」のはじめに次のように記している。
その後、「日本で行われる全てのプロ・ボクシングを統轄するために1国1コミッションの方針のもとに設立された」（2001年）などの表現が加わり、2016年、6年ぶりに改定されたJBCルールの前文は、上記箇所において「方針」を「理念」と改めた上で、「今後、JBCは1国1コミッションの理念を維持しつつ」との文言を新たに加え、「ボクシング界及び社会秩序を不正に破壊する行為に対しては毅然とした態度をもって臨むことをここに宣明する」との新たに追加された一文で結ばれている。

#### 本件における1国1コミッション制
日本のプロボクシング界に1国1コミッション制が根づいていることについては、安河内の提起した事件のほか、A1の事件でも同様に言及されている。国外を拠点にマッチメーカーとして活動するC1と安河内のやりとりでは、両者の立場の違いから、この制度に対する見解が分かれている。

##### 日米コミッションの仕組みの違い
安河内は2012年6月12日に実施された聞き取り調査で、当時本部事務局次長となっていたB11から新団体の設立を企画したのではないかと問われると、日本のジム制度と米国のマネージャー制度は根本的に違うので、マネージャー制度をそのまま日本へ持ってきて成功するわけがない、米国のコミッションなんて理念の話であって、日本で私が画策してできるような類のものじゃない、JBCの中で、米国のコミッションの良いところを持ってきてやらないと、と理由を説明しながら否定している。
安河内が理想とするJBCの将来的な発展形態については次のように説示されている。

##### 『ボクシング・マガジン』執筆陣と職員らの面会等
『ボクシング・マガジン』2013年7月号の特集記事では以下に引用するように1国1コミッション制の「理念」を殊更後押しし、「揺らいだ一国一コミッショナー制　JBC職員らによる“背任行為”の罪」などの中見出しの下、同誌編集部員の宮崎正博、同誌執筆ライターの浅沢英、城島充らの取材に基づいて、安河内をはじめとする職員やマッチメーカーらに新団体を組織しようという動きがみられたとして強く糾弾しており、同記事ではこれらの動きを「前代未聞のクーデター計画」と解釈している（一方、『ボクシング・ビート』2012年6月号は安河内降格・配置転換までの動きを「JBC始まって以来の深刻な事態」、同8月号は安河内解雇に至る流れを「前代未聞のトラブル」と表現している）。
引用したリード文は各事件におけるJBCの主張と符合するが、各事件において安河内らが新団体設立に向けて具体的に画策した形跡は認められず、安河内が提起した事件の第一審では「有力な支援団体等もなく複数コミッション制を求める一般的な機運等もない」状況で新団体の設立を企図するとは考えがたいと判示され、同事件の控訴審判決では「同会長［IBF会長］との間で具体的な計画内容等について意見交換をしたような形跡は全く認められず」などの判断を加えて否定を強めている。（詳細は「新団体設立企図の有無」および「控訴審」参照。）
「JBC職員らによる“背任行為”の罪」「新コミッション設立に関わった背任行為」など、被解雇職員らにみられたとする別団体設立に向けた動きについて同誌は「背任行為」と表現しているが、一連の日本ボクシングコミッション事件において、認定事実にみられる「背任」の表現は3種類である。第1に、2011年6月28日の調査委員会の結果報告で、安河内が不正経理を通じて横領行為や背任行為に及んだとする事実はないとされた箇所。第2に、A1が2011年9月29日・11月7日の公益通報において、B2あるいはB3・B4の行為をそれぞれ背任等にあたるとした箇所。第3に、B5・B10らが2011年5月31日に公益通報と称する外部告発において安河内ら4名が飲食代1万7180円をJBCの経費として処理した行為が背任罪に当たると主張した箇所。これらの箇所で背任と表現された行為はそれぞれの箇所においていずれも東京地方裁判所および東京高等裁判所の判断においてその背任性あるいは違法性を否定されている。
記事の中では、「JBCが［安河内の懲戒解雇］処分を決めた後の［2012年］6月15日」、城島と宮崎が本部事務局長のB4らに面会し、取材で知り得たという被解雇職員らの行動を説明するとともにD1が被害者であることを繰り返し伝えたこと、その後、すでに作成されていた解雇理由書の中でD1の名が「背任行為の『共犯』として記されていたことが判明」し、D1がJBCに異議を伝えるに至ったが、JBCはIBF本部とやりとりしたのがD1であると誤認したままD1陣営に返答したこと、A3が「［D1］陣営の相談にのって夢を語っただけ」「勤務時間外の行為で、倫理に反しない」と説明したこと、安河内が「関係者から相談されて答えただけ」と返答したこと、C2が「作ろうとしたのは、キック［キックボクシング］のコミッション」と説明したこと、新団体設立に協力を打診されたという元政治家秘書が「キックのコミッションだと思っていた。JBCの職員が勤務時間外にキックのコミッション設立について話すのは背任にはならないと思ったから相談にのった」と答えたことなどが報告されている。

##### 嫌疑なき「共犯者」
D1は、新団体を画策するメンバーが勧誘したがっているという情報の下で騒動に巻き込まれた選手である。『週刊朝日』2012年8月17–24日合併号は、20代前半でWBA・WBCの世界王座を獲得し、その後、WBO・IBFの4団体制覇を狙って主戦場を国外に移していたD1が、JBCから「『新団体設立を企てた』などと、クーデターの汚名を着せられ」、JBCを近く名誉毀損で提訴する構えであると伝えた。記事中の写真キャプションには「JBCの“ミスジャッジ”ぶりは五輪の比じゃない」とある。JBCは2012年4月から6月にかけて4名の職員を懲戒解雇もしくは通常解雇したが、解雇通知書に理由として共通に挙げられていたのが「別の団体を設立しようとした」ことであり、その「共犯者」としてD1の実名が記されていた。D1の関係者はJBCに抗議し調査を求めたが謝罪はなく、JBCからは「2011年10月23日、米国のIBF本部で［D1］が（IBFの）会長らに新団体設立の働きかけをした」という内容の回答書が送付された。D1はその時期、日本で練習をしており、関係者は「英語も話せない一介の選手がIBF会長に直談判できるはずない」と発言している。同誌はD1のパスポートを確認した上で、その時期には国外へ渡航した形跡がないことから「JBCの主張は無理がある」と判断。JBCに取材を申し込んだが、担当者は「訴訟の可能性があるということなら、コメントは控えたい」と話すのみであったため、誌面にはD1と「共謀関係」とされた安河内から書面で得られた「［D1］選手とはここ数年、会ったこともありません。JBCは虚偽の事実によって、私以外にも職員3人の未来を奪いました。全員がすでに訴訟を提起、ないし準備中です。こうした事態を招いたトップの責任は、免れ得ません。」とのコメントを掲載している。
D1はJBCがIBFに加盟する2日前にメキシコで同団体の世界王座を獲得したが、これについて『ボクシング・マガジン』2013年5月号は次のような見解を示している。
※引退届を提出した上で日本国外においてJBCが認可していない世界王座に挑戦したことについては、D1も石田と同じである。

### 日本プロボクシング界と怪情報
2012年3月27日、週刊誌記事をめぐるプロボクシング関連の損害賠償等請求事件に東京地裁が判決を下しているが、この事案では編集部が記者から「噂」や「インターネット上の掲示板等」における「書込み等」についての情報提供を受けて取材を開始した経緯が明かされている。

#### 本件における怪情報・虚偽情報
前掲『ボクシング・マガジン』2013年7月号では編集部が次のように被害感情を訴えている。
差出人の明らかな内容証明郵便や受取人限定郵便と「脅迫とも受け止められるメールやネット掲示板への悪質な書き込み」を「一連の行為」と一括して「出版・表現の自由を脅かす行為」との認識を示しているが、「［D1］選手陣営への働きかけ」については上述の通り、陣営自身が「事実無根の話」と否定している。
同誌と軌を一にするJBCもまた怪情報に過大な影響を受け、安河内・A1・A2の起こした3件の訴訟のすべてで怪情報に基づく主張がみられたが、「被告［JBC］は、A3らが被告に関する虚偽の内容のスレッドを立てた旨主張するが、A3らが実際にインターネットに被告主張に係る書き込みをしたと認めるに足りる証拠はないから、この点に関する被告の主張は、原告［安河内］の関与の有無を問題とするまでもなく、理由がない」、「被告が指摘するA3のスレッドについては、原告［A2］は、これに関連するメール［略］を受信しておらず、また、そもそも被告主張に係るスレッドをA3やA1が実際にインターネットに立てた事実も認められないから、原告につき解雇事由に相当する行為の存在を認める余地はない」、「虚偽内容のスレッドを立てたなどと指摘する点についても、A3らが実際にインターネットに被告主張に係る書込みをしたと認めるに足りる証拠はなく、採用できない」などといずれも否定されている。

## 事件の概要

### 怪文書の送付と騒動の拡大
2011年4月18日、当時本部事務局長であった安河内がタイでの世界戦に立会人として出張していた間、安河内を誹謗中傷する内容の匿名の怪文書が全国のボクシングジムとJBCの各地区事務所に送付され、「ごく一部」のメディアがこれを報じた。その内容は安河内が、(1) JBC内部で不正経理を行って個人的に流用していること、(2) 愛人をJBCの関西事務所に入社させ、本部事務所にも愛人がいること、(3) 私利私欲にボクシングを利用していること、(4) 部下への過度なパワーハラスメントが繰り返されていたことなどであった。関西事務所に愛人を入社させた証拠として写真が4枚添付されており、内容はプライベートに関するものが主であったが、問題となったのは公費の私的流用についての指摘であった。本部事務所には同じ装丁でB5のみを除いた事務局員6名全員に封筒入りの怪文書が届き、これらのうちA1とA2宛ての封筒にだけ、家族や自分を守りたければ安河内のパワーハラスメントがあったと認めろと示唆する脅迫的文言や、「安河内との関係を揶揄する低俗な文言」が記載された文書が同封されていた。B5らはこれが送付されてきたことを強く問題視する姿勢を示した。
専務理事を務めていたB2が翌日、JBCの関西事務所に赴き、怪文書に添付された写真に写っていた女性職員に事情を尋ねると、女性職員は怪文書が出回っていることについて申し訳なく思っていること、安河内とは愛人関係などではないこと、関西事務局の職員を辞めることなどを話した。安河内がJBCで反社会的勢力の根絶に向けた活動をしていた関係で、同様の文書を送りつけられたことが以前にもあったため、A1やA2は動じずに冷静に過ごしていたが、B5ら本部事務局の他の職員は、この怪文書が届いてからは毎日この件で「本来の業務もなおざりになるほど」騒ぎ、席を外して事務所の応接室で相談等をすることが繰り返された。出張から戻った安河内はB2に対し、怪文書記載の内容を強く否定し、その内容等から内部の者の手によるものであるとの疑いを持った。

#### 東京試合役員会で怪文書コピーを配付
2011年4月22日午後7時からの東京試合役員会には東京本部の試合役員の8割から9割が出席し、JBCからはB2・B4・B5ら本部事務局員数名が参加していた。東京試合役員会の会長であるB11の主導で、B5らがあらかじめ用意した怪文書のコピーが出席者全員に配付され、当初の議題として予定されていなかった怪文書について話し合われた。この時、B11と試合役員のB12は、安河内がJBCを辞めるべきだと繰り返し主張し、B5は安河内の言動について話をした。怪文書を調査していたB2は安河内の解職については消極的で、B5らがコミッショナーのB1に対する面談を求めても、B2はこれを認めなかった。4月26日頃、B1は安河内に対して5パーセントの減給処分とすることを考え、B2を介してB5とB7にその旨伝えたところ、両名ともにその処分では納得できないとの意向であった。

#### 通告書と連判状の提出
2011年5月9日、「JBC東京試合役員・事務局員合同調査委員会（幹事　B7・B5）」を作成者とし、「調査報告書」と題する書面（以下、「通告書」）がB1に提出された。「JBC東京試合役員・事務局員合同調査委員会」はJBCが正式に認めた組織ではなく、その構成員や調査方法等、通告書が作成された経緯については証拠上明らかにされていないが、通告書の冒頭には「怪文書の真偽について、JBC東京試合役員会及び事務局は合同調査委員会を立ち上げ、真相究明のための調査を行ったので結果を報告する」「決して個人を陥れるためではなく、意図的な事実の歪曲や誇張は含まれておらず、報告書に記載したすべての事項は、複数の関係者の証言と物的証拠による裏付けによって証明可能な客観的事実である」と記し、怪文書の内容を上回る業務上の問題点が明らかになったなどと記載した上で安河内に関して勤務懈怠や不正経理など業務上の問題点があると指摘し、JBCに対し、厳正な調査を早急に行うことを求めるとされていた。5月10日にはB11を筆頭にB5やB7らが署名し、「財団法人日本ボクシングコミッション　東京試合役員会・事務局員一同」を差出人とする「真相究明と安河内事務局長の解任を求める連判状」（以下、「連判状」）がB1宛てに提出された。連判状では怪文書で指摘された疑惑について徹底した真相解明を行うこと、すべての疑いが晴らされない限り安河内を解任することを求めるとされていた。

#### 協議会で自主退職を要求
2011年5月12日、専務理事のB2は各地区事務局長・職員とB11を本部事務局に集めて協議会を開き、通告書の内容を改めて調査するための調査委員会を設置することなどを説明し、不満を述べるB5ら職員に対し、安河内を1か月休職させることを前提として、その1か月の間に調査委員会が結論を出す方針なのだから理解してもらわないと困るなどと話した。B11は「ここで原告が辞任すると言えば別の問題になりますね」と述べ、安河内に「はっきりしてくれ。これ以上男の出処進退をおまえここまで、どうすんだよ。おまえ。二度と言わないぞ。今ならおまえまだ立ち直れるよ。これが出たら分かんないよ。［略］お前が決めろ。」などと迫り、安河内が「上の裁定に従うと決めた」と答えると、B11はさらに「そうじゃねえよ、自分自身で決めろってんだよ」「そうしなかったらコミッション終わるぞ」「明日から試合できなかったらどうするんだよ」「申し訳ないけれども僕はライセンスを返さなくちゃいけなくなる」「そうすると全員がなるよ」などと大声で言い募り、安河内に自主退職を迫った。B5も、「お茶を濁すような裁定が出た場合に、試合役員がそれでは納得しないと言ってライセンス返上となった場合はどう考えるか」などと質し、同様に自発的離職を迫った。安河内はこれに応じなかった。

### 調査委員会の発足
JBCは2011年5月16日の理事会で、組織内弁護士である谷口好幸を事務局長とし、外部の弁護士である堤淳一・俵谷利幸ら有識者5名で構成される調査委員会を設置し、安河内について不正経理問題等の調査を実施することを決定した。この日、B1からの示達により、安河内は5月10日から1か月の休職を命じられ、その間の事務局長職をB2が代行することになった。調査委員会は証拠収集のため、本部事務所から会計伝票やタイムカード、給与一覧表などを持ち出して調査。安河内を含めた本部事務局員8名と関西事務局員2名の計10名から事情聴取を行い、5回の委員会を開催した。
その後、調査経過についてのB2の談話として不正は見つからなかったと報道されたことを受けて、試合役員会は猛反発。B11は5月19日、「財団法人日本ボクシングコミッション東京試合役員会会長　B11」名義で「公正なる調査を求める申し入れ」と題する書面をB1に提出し、調査委員会設置後のJBCの対応が中立性を欠くとして、通告書に記載された事実関係の認定に当たっては本部事務局・関西事務局の職員全員から事情聴取を行うことや、証拠保全のため、安河内との関与が疑われるA1とA2を調査が終わるまで休職扱いとすることなどを申し入れた。
JBCに対してB5は5月24日、「安河内事務局長の言動と行動」と題する書面で安河内とB2に関する17項目の言動を報告し、また、B6も同月26日、安河内から受けたとするパワーハラスメント行為を書面で提出した。

### 職員等による外部告発と新団体設立表明
2011年5月31日、B5・B8・B9とJBC関西事務局員のB10は、報道関係者と協会加盟各ジムに宛てた「財団法人日本ボクシングコミッションに関する公益通報について」と題する書面で、2009年12月6日の大阪での試合後に安河内、関西事務局長のB14、試合役員ほか1名の計4名で食事をした飲食代1万7180円をJBCの経費として処理した行為が背任罪に当たると主張し、JBCに無断でマスメディア向けの記者会見を開いて公益通報と称する外部告発を行った。この日は「いつにも増して、B5らは、本来の業務もなおざりに、職場で席を離れては戻りと慌ただしく過ごしていた」。理事のB4は記者会見でJBCに代わって国内試合を統括する新団体を設立する意向を表明した。同日、B11が会長を務める東京試合役員会も記者会見を開き、報道関係者に向けた「財団法人日本ボクシングコミッション東京試合役員会会長　B11」名義の、「JBC試合役員会が、安河内事務局長の解任を求め、公益通報職員を支持する意見を表明」と題する書面でB5らを支持するとともに、東京試合役員会の緊急会合を開き、安河内の解任を求める意見書をB1とJBCの各理事に提出する方針を固めた旨を報道各社に発表した。
この日の記者会見について、『ボクシング・マガジン』2011年7月号は次のような見解を述べている。

### 試合役員等による意見提示と一部職員による復職妨害
2011年6月2日、B11は「財団法人日本ボクシングコミッション東京試合役員会会長　B11」名義で、JBCの理事・調査委員・評議員に「安河内事務局長問題に関する意見について」と題する書面を提出し、東京試合役員会が緊急会合を開いた結果の意見として、安河内の事務局長解任および調査委員会が経費の使途を明らかにした上で厳重な処分を下すことを求め、B5らを強く支持するとともに、B2の管理責任を追及した。同日、試合役員会会計担当のB13が、調査委員に安河内への不信感を訴える「『安河内事務局長に関する意見について』〜事務局長に求められる資質、JBCの存在意義について〜」と題する書面を提出した。同月5日、B9は怪文書が届いてからの経緯や経理関係などにおける安河内の行動等を記載した書面を谷口に提出した。同月8日、「財団法人日本ボクシングコミッション関西試合役員会一同」の名義でB1に「安河内事務局長問題に関する東京試合役員会の意見を全面的に支持し、同問題に関する真相究明を求める連判状」が提出され、同月12日には東京都所在のaジムが翌日の同ジム主催興行における安河内の会場立入りを拒否する書面をJBCに提出した。6月9日、B2が本部事務所で職員らに対し、翌10日で安河内の休職期間が終わると話すと、B5は安河内が出勤するなら自分は出勤しないと言い、有給休暇をB2に届け出た。
6月10日、安河内は谷口から専務理事付事務局長代行補佐に降格する旨のB1による示達を伝えられた。安河内とB2はこの降格について本部事務局員に説明するため本部事務所に向かったが、B5ら一部職員から本部事務所への入室を妨害された。本部事務所に入室し、B2が職員に対してB1の示達を読み上げると、B5らが示達の内容に反発して騒ぎ出したため、B2は安河内に調査結果が出るまで出社を控えるよう指示し、安河内はこれに従った。B2はこの日、本部事務所で記者会見を開き、この示達の内容を発表した。
6月13日、B11は東京試合役員会会長名でB1に「中間答申及び示達に対する公開質問状」と題する書面を提出し、調査委員会の同月8日付中間答申とB1の同月10日付示達は調査委員会やJBCの姿勢を疑わせるものであるとしてこれらに対する質問を行った。谷口は同日、B11に対し、調査委員会が中間答申を出した事実はないと回答した。6月16日、東京都に所在するbジムがJBCに対し、翌日開催の興行にB2と安河内の会場立入りを禁じる書面に手書きで「協会より要望書に返答あるまで」と追記したものを提出した。
『ボクシング・ビート』2011年7月号では、前編集長の前田衷が約5年間の安河内体制について、亀田騒動で父・史郎を永久追放にして事態を収束させたことについては批判があったことにも言及しながら「『よくやっているじゃないか』というのがこれまでのJBCに対する内外の評価だった」と振り返り、「こうなると、JBC内部で権力闘争が起きているようにも見える」「業界では今度の『お家騒動』を至極冷めた目で見る向きも多い。これはJBCへの信頼が揺らいでいるということではないか」と業界の内情を危惧するとともに、「財団法人であるJBCは、公益法人としての義務を負っているが、財団であろうとなかろうと、JBCは常に審判と同じクリーンさが維持されるべきものと、我々は考える」「長い年月をかけて築き上げられてきたJBCの信頼を、軽率な行為によってぶち壊しにすることのないように、関係者には節度ある言動をしてもらいたい」と戒めている。

### 2011年6月23日の出来事

#### 新団体設立を盾に排除を要求
B2は安河内の休職期間中、本部事務局長代行を務めることになっていたが、復職しようとした安河内が自宅待機を指示されたことをふまえ、自らが試合の運営・管理について詳しくなかったことから、B1と協議の上、同月20日、B4に試合の運営・管理を主管とする事務局長代行を自分と兼任してほしいと打診した。B4は76歳の高齢を理由に固辞したが、2011年6月23日午前、本部事務所でB2と面談し、短期リリーフ役でならという条件付で承諾した。穏やかな人柄で知られる国際審判のB4はJBCの理事も務め、試合役員会会長の経験もあり、業界での評判もよかった。B4は試合役員の説得に当たるとみられていたが、途中で「安河内君がJBCに残るのなら、自分は事務局長代行を引き受けない」と態度を変え、その理由を試合役員へのアンケート結果によるものと説明している。

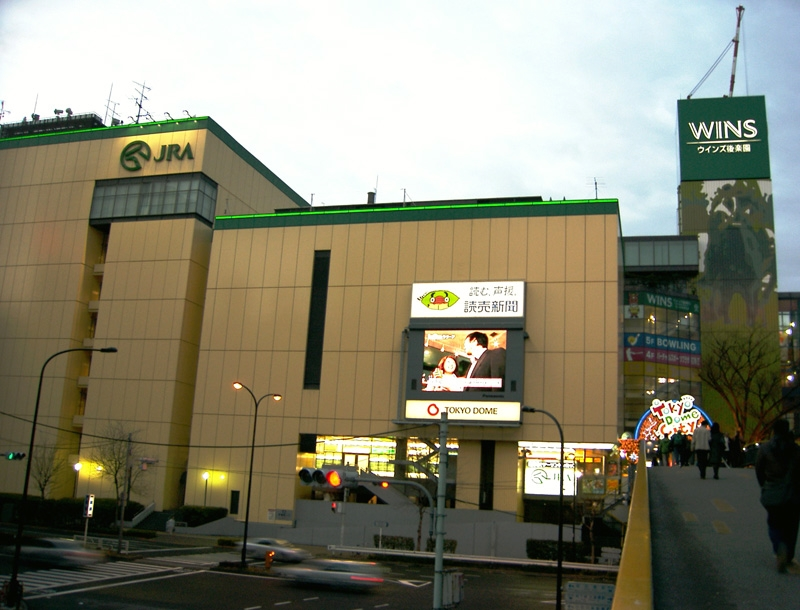
日本プロボクシング協会本部および東日本ボクシング協会が入居する東京ドームシティの黄色いビル

6月23日、B4はB11・B5とともにJBCに無断で記者会見を開き、「JBCとは別に、プロボクシングの統括団体を立ち上げる。ただし、JBCが安河内らを排除すれば、現状維持を考える。」と幹部に迫り、新団体の事務局長には自らが就任する予定であると発表した。この席上、B11は試合役員の大半が新団体に移ると明言し、また、大半の事務局員も新団体に移る見込みであるとした。記者会見の前、B4は本部事務局の応接室でB5らとともに数時間にわたり会見の準備をしていたが、A1・A2には何も知らされなかった。同日、東日本ボクシング協会の緊急理事会が開かれ、B4の新団体設立を支持することが決議され、「早期の収束は不可能で、試合運営に支障をきたす」として「JBCの内情が安定するまで」の「暫定的な試合管理機構」を作る考えを示した。各紙は「ボクシング界分裂危機」「JBC分裂も」などの見出しの下で報道した。
6月24日、B4は再度記者会見を開き、前日発表の新団体設立について慎重な考えを示し、27日にもB1に辞表を提出する予定だが、本当は1つの団体でやるのが当然であるとして、28日の理事会で安河内をJBCから排除する処分が下されれば新団体設立を中止することを改めて示唆した。B1は辞表を提出しようとしたB4と試合役員に対し、28日の理事会で処分が決定するまで待つようにと言い渡して辞表を受け取らなかった。『ボクシング・ビート』2011年8月号はこの新団体設立の動きについて「B2専務理事と安河内氏が辞めない場合の苦肉の策であり、一種のブラフだったと思える」との見方を示している。

#### 週刊誌で怪文書添付写真が流出
2011年6月23日発売の週刊誌では、怪文書に添付されていた写真のうちの1つを見開き2頁の大きさで掲げ、記事にはB11の意見として「（安河内の一連の疑惑は）ボクサーや職員を愚弄する行為で許せません。本当にボクシングを愛しているなら自ら身を引くべきです。これは、現場で働く我々の総意なのです。」と掲載された。
同日、安河内はこの怪文書が名誉毀損にあたるとして警視庁練馬署に被害届を提出し、受理された。

#### 一般紙朝刊で個人情報をリーク
2011年6月23日付の一般紙朝刊社会面には、厚生労働省の職員（労働基準監督官）が14年にわたって偽名（リングネーム「山田一公」）を使い無許可でプロボクシングのレフェリーを務め、報酬を受け取っていた行為が、兼業を禁止する国家公務員法に抵触するのではないかという記事が掲載された。山田は1997年2月から2011年6月までにOPBF東洋太平洋タイトルマッチなど459興行でレフェリーを務めていた。試合役員会にはこれを安河内側のリークと信じ、「なんて卑劣なことをするのか！」と激昂する人物もいた。『ボクシング・ビート』2011年8月号はJBCの騒動を特集する記事の中で「このタイミングで山田審判の個人情報を知る者が厚労省に通報し、［略］記者に情報をリークしたものと推察される」としている。その後、JBCが保管する山田の登録データは大幅に改竄され、履歴書は紛失していたことが判明。JBC内部で隠蔽工作を行った可能性があると報じられ、6月24日にはB5が「隠蔽が目的ではなく、情報漏洩を防ぐためだった」「厚労省に報告していない個人データが同省に流出した。個人情報の問題があるため、私が事務局長代行の許可を得て消しました」と説明した。JBCは6月26日、内部調査の結果、何者かが個人情報を持ち出していたと認めて謝罪し、リークした人物を特定して処分する意向を表明した。山田は7月17日付でJBCに辞表を提出し、同月29日、東京労働局に6か月間の懲戒処分と10分の1の減給処分を受けた。

### 調査報告と降格・減給処分
2011年6月27日、安河内は谷口同席の下でB1から、安河内を本部事務局長から平職員に降格し、代わってB4を本部事務局長とすること、給与の減額、国際業務をはじめとするそれまでの業務からの排除、他の事務所への配置転換など、翌日の理事会で決議される処分の内容等を知らされた。安河内はB1に対し、怪文書や通告書に記載されているような不正行為は一切行っていないこと、国際業務や暴力団排除を含む社会貢献活動など自分がこれまで取り組んできた業務の必要性や重大性を訴え、考え直してほしいと要請した。配置転換に関しては前例がなく、配置転換するような事務所もなく、またA1やA2に累が及ぶことを心配したためである。しかしB1がこれを聞き入れなかったため、安河内はB1に対し、「怪文書の件以降、JBCがガバナンス機能を失ってきた。今後、この騒動が不必要に拡大していった原因を調査し、その原因を作った職員らに対してしかるべき処置をしてほしい。」と依頼し、退出した。
調査委員会は最終報告書をまとめ、「一部、部下への接し方に行き過ぎがあった」ものの怪文書の内容は事実ではないと結論づけた。同委員会は1か月以上にわたって会計帳簿等の経理関係書類を精査し、関係者からの事情聴取など綿密な調査を行った結果として、(1) 不正経理を通じて横領行為や背任行為に及んだとする事実、(2) 情実により権限を濫用して女性職員を不正に採用した事実、(3) 本部事務局員の女性職員に対し程度を越えて親密に接し事務局長としての体面を汚した事実、(4) 執務上の職務を懈怠し、または職場を離脱したり職務を放棄したとの事実はいずれも認められないとし、安河内については今後、JBCの国際化等に向け、組織の発展に尽力させることが望ましいとの見解を示した。さらに調査報告書の付言として、調査の過程でJBCの組織および内部統制の脆弱性を示す事象がいくつか認められたので今後JBCで改善を図るべきとされた。この調査結果について『ボクシング・ビート』2011年8月号は「パワハラについては認定したのである。この点は意外だったが、他は大体想定内の結論である。」と印象を伝えている。
6月28日に開かれたJBCの臨時理事会では谷口が調査報告書の内容について説明を行い、協議の結果、安河内を同日付でB1の名の下に事務局長職から正式に解任し、理事からも解任することが決議された。JBCは安河内に降格・減給処分を下すとともに、本部事務所と試合会場に立ち入らないよう要請した。同時にJBCは本部事務局で行われるすべてのミーティングから安河内のみを除外し、8月6日以降は本部事務局の職員全員が参加している業務連絡用のメーリングリストからも安河内のみを除外した。

#### 権限および責任の共有あるいは分散
安河内降格と同時に、2011年6月28日付でB4が本部事務局長に就任した。B2は専務理事を辞任し、これをJBC理事のB3が引き継いだ。B4は『ボクシング・マガジン』2011年8月号の取材に対し、「安河内くんについては、本当に残念です。仕事ができる人でした。今度の件が起こってから1ヵ月くらいで処理できれば、これだけの騒ぎにならなかったと思います。」「新たに専務理事に就任されたB3さんとともに二人三脚でやっていくつもりです。とにかく一人の判断ではなく、事務局員が上げてくる事項を二人で合議して判断することで、上から押しつけるという形はなくなるでしょう。」と語っている。B3は元東京ドームの役員で、マイク・タイソンが日本で興行した際には同社の担当として動いた人物である。これ以降、本部事務局長の決裁にはB3の同意を必要とする新体制に変わった。

#### 降格処分後の専門誌等
『ボクシング・マガジン』2011年8月号は、JBCの決定にいたるまでの所感を次のように記し、「安河内氏は2006年に事務局長就任後、わずか5年間でさまざまな貢献を重ねた。［略］それらの業績を不名誉とともに、苦界に沈めるとしたら残念に過ぎる。」と書いている。
同日発売の『ボクシング・ビート』は次のことを明かしている。
同誌はさらに、試合役員会としては「名実の、実のほうをとった」という審判員の声を紹介し、詳しい説明もないまま、7月1日の日本タイトルマッチで「コミッション席に［B4］事務局長と［B3］専務理事が座り、何ごともなかったように新体制がスタートした」ことを報告。「安河内氏の進めようとしていた改革路線をすべて否定するのではなく、良いものは踏襲するよう望みたい。［B4］事務局長の最大の仕事はバトンを渡す後任の事務局長をみつけること。」とした上で、関係者の間では「結局誰もいなくて、また安河内氏にお願いということになるのでは」と囁かれる状況であったと結んでいる。
『ボクシング・ビート』2014年8月号は3年経過後のB3体制について、「日本ボクシングコミッションは一時『亀田に甘い』と批判されることもあったが、当時と比べれば、格段に厳しい姿勢を維持している。以前は目立つことがなかった『専務理事（B3理事長）』が毅然として対応していることもあるだろう。」と評している。
5年が経過した2016年7月には、JBC関係者が「［B3］はこの［B11］の動きを差配できず、安河内氏が［B11］に追い落とされる中で、［B11］の提言にしか耳を貸さなくなっていった。その結果、［B3］—［B11］の強権的な体制が築かれ、結果、安河内氏はJBCを解雇されたのです。」と語り、相次ぐ批判にも省みることのないB3・B11ら執行部の運営について、業界の実力者として畏怖される帝拳ジム会長の本田明彦も、史上最悪だと吐き捨てたという。

#### 降格処分後の本部事務局内の状況
B4が本部事務所に出勤するのは週に2、3回程度で、出勤日には午後の数時間滞在するのみであり、事務局内の席にはつかず応接室で過ごしていた。本部事務局長が常駐しないことで職員は日々の業務に支障を来していた。安河内の降格処分以降、本部事務局内での職員会議やミーティングは行われず、業務内容についての連絡や試合の出番表などの配布はA1・A2を外して、他の職員同士の間で行われた。また、2011年11月以降は必要な連絡をメーリングリストを利用して職員全員に一斉に送信することをやめ、安河内・A1・A2の3名を除いた宛先を選んでメールが送信された。さらに、年間優秀選手表彰式はJBCの年間最大のイベントであり、例年は本部事務局全職員でその運営、管理に従事する行事であったが、2012年1月25日に行われた同表彰式では安河内・A1・A2の3名には準備や当日の運営に関する担当業務が与えられず、式典にも参加させられなかった。A1・A2はB4に改善を求めたが何も改善されなかった。

### 前例のない配置転換
安河内は2011年7月からボクシングと無関係な関連会社への配置転換を命じられた。配転先は新宿の雑居ビルの管理室で、そこの社員3名が常駐する隣に安河内の席が置かれ、JBCの一般財団法人または公益財団法人への移行手続に関する業務を命じられた。来客があった際には安河内はただ下を向いている状態であり、社員全員がビルの巡回に出る際には安河内が室内にいても外から施錠され「巡回中」の札がドアに掛けられた。7月中旬ないし8月頃、B3とB4が安河内の配転先を訪れ、新たな就業の場所や賃金を記載した雇用契約書に署名を求めたが、記載内容についての説明をせず署名を要求するだけであったため、安河内は拒否した。
安河内はJBCの一般財団法人または公益財団法人への移行手続に関し、それぞれのメリット、デメリットや移行認可のポイント等を検討し、「公益認定に係る問題点についてのご報告」と題する書面にまとめ、10月17日、11月2・11・22日に堤・谷口・B3らとJBCの公益認定に関する打合せを行い、11月1日には公益法人関係のセミナーに出席し、その間、定款案や各種規則案を作成し、堤とメールで定款案等のやりとりをしたり、10月30日にはJBCの公益認定に関する問題点をまとめた書面を堤にメールで送付し確認を依頼するなどした。12月26日には堤に対し「公益認定に関しての方向性について何か動き等があれば連絡をいただきたい」とメールで要望し、2012年2月17日には「移行認定に関し、基本的には一般財団で準備し、移行後改めて公益認定を目指すという方向と聞いたが、その理解でよいか」と堤にメールを送り、JBCの方針について確認をとろうとしたが、回答はなかった。2012年2月28日、JBCの理事会では一般財団法人に移行する方針が報告されたが、安河内には伝えられなかった。安河内は2011年12月7・8日に業務の引継ぎやアドバイスをさせてくれるようB4にメールで懇願したが、B4からは何の反応もなかった。

### A3への解雇通知と一時撤回
B4は、B5から「JBCの財政状況は厳しく、関西事務局を3名体制とする余裕はない。A3は試用期間中であるから、同期間満了前にA3を解雇すれば2名体制にすることができる。」と聞き、2011年7月14日、関西事務局長のB14にA3の解雇を指示したが、A3を解雇する理由がないとして拒否された。B5はB4の了解を得て「本部事務局長　B4」名義でA3に8月15日をもって解雇する旨の通知書を送付した。B5がこの解雇通知についてB3に事後報告をすると、B3は試用期間であっても解雇は重大なことであるから解雇理由がなければ解雇できないと注意するのみであった。B14とA3は連名で7月16日、B3・B4・B5を被通報者とし、A3への解雇通知が労働契約法第16条違反であるとして公益通報を行った。7月20日、JBCはA3への解雇通知を撤回することとし、翌日、B4がB14（同年8月15日付でJBCを自主退職）にその旨を電話で伝えた上で、同月25日付で解雇撤回の通知書をA3に送付した。B5らは「安河内派」とされた職員を一掃する動きを見せ、B5がA3に対して理由のない解雇通知をしたことで、A2は次に解雇されるのは自分かもしれないと不安を募らせた。

### A1・A2による公益通報
A1は2011年7月6日の試合を最後に試合担当業務から外された。A1はA2と連名または単独で、2011年7月16日から同年8月15日までの間に、B4・B5・B7またはB10を被通報者とするB1宛ての公益通報を7回行った。JBCはこれらについて堤・谷口に調査を委嘱し、理事2名を加えた調査会を設置し、調査会の報告書を踏まえて11月、B4・B5・B10・B7に口頭で厳重注意をした。

#### 2011年9月29日・11月7日の公益通報
A1は2011年9月29日、B2を被通報者とし、2009年2月24日の理事会で処理した損金処理の不当性を指摘するB1宛ての公益通報を行い、これに先立ち、安河内・A2・A3との間で公益通報書面の原案等に対する意見をメールでやりとりするなどしていた。またA1は11月7日、B3・B4を被通報者とし、10月14日にB4がA1に対して関西地区試合役員のB15に月額［略］万円を給与として振り込むよう指示した業務命令は背任罪に当たるとして、意見具申書を添付してB1に対する公益通報を行い、これに先立ち、これに添付する意見具申書の案を安河内に送付して内容の確認を依頼し、安河内はB4によるA3の解雇の際に理由とされた事情との矛盾を書き加え、また外部通報の可能性を示唆する原案の記述を削除し、人事が一部職員や試合役員に左右されること等は組織のガバナンスにおいて極めて憂慮すべき事態であるとの指摘を加えた。その後もA1と安河内・A2・A3等のやりとりで公益通報およびその添付資料の原案を適宜修正した。A1はこのやりとりと並行して、JBCの外部弁護士である石田茂に対し、公益通報の対象事実であるB15との業務委託契約について契約書の問題点や意見具申書の有効性について問い合わせた。これらについては2012年2月3日、堤・谷口とJBC理事2名で構成される公益通報調査会による調査結果が説明された。9月29日の公益通報については、B2に金員着服の事実は認められず、通報者であるA1のその他の指摘について確たる証拠はなく、立替金返還請求権の消滅時効期間を満了させたことにつきB2・安河内・A1の責任は免れないとされ、加えて、同公益通報は虚偽告訴罪または名誉毀損罪が成立しかねないものであり極めて軽率であるとして、通報者であるA1に対し強く反省を促すとされた。また、11月7日の公益通報については、公益通報調査会の場でA1が業務委託契約書を閲覧して同公益通報における通報事実を撤回し、「A1はJBCのガバナンスの健全化を繰り返し求めるところであって、必ずしもA1が故意にJBCを混乱させることを図ったものとは認められず、当調査会はあくまでA1がJBCのガバナンスを慮って、公益通報［略］を行ったものと考える」との評価を下した。

#### 文部科学省への通報
2011年8月18日頃、A3は7月14日付で解雇通知を受けたことに関して文部科学省に相談し、同省の担当者から客観的な資料を揃えて出すよう指示されたため、これをA1に引き継いだ。A1は担当者の指示を受けながら必要書類を文科省に提出し、さらに9月30日に上述の29日付公益通報の資料一式を提出し、その旨を安河内・A2・A3にメールで報告した。9月22日には、文科省の担当者からB4に事情確認等の電話があり、B4らが文科省に出向くことになったが、その旨をA1からメールで報告された安河内は「後で必ずこちらもしっかり準備して文科省に出向きましょう」とA1にメールで回答した。10月18日、A1は文科省から「文科省として法人個別の内部統制問題に対して直接指導するのは困難であり、対応できるとすれば口頭での注意程度である」と回答されたことを安河内・A2・A3にメールで連絡した。安河内は、口頭であっても文科省からB1に話がされれば、B1が現状を認識することができると考え、「監督官庁としての責任は内部統制が取れていない以上生じます。あきらめずに巨像を動かしましょう。」などと記載したメールをA1に返信し、あわせてA2にCCで送信した。安河内は文科省の回答に対し、A1・A2・A3名義で「財団法人日本ボクシングコミッション（JBC）の組織ガバナンス機能の不全についての陳述書」と題する書面を作成し、これをA1・A2にメールで送信して加筆を依頼した。この陳述書には、JBCのコーポレート・ガバナンスが機能を失っているため主務官庁である文科省に調査・指導を願い出ていることを記載した上で、機能喪失の根拠として、世界タイトルマッチで指定暴力団のリングサイド席での観戦が発覚したこと、JBCはこれを確認していたにも関わらず黙認していたこと、警察から厳重注意を受けたにもかかわらずいかなる調査も実施せずに放置していたこと、プロボクサーの覚醒剤不法所持等ボクシング関係者による犯罪行為が発覚してもJBCは調査らしい調査を一切行っていないこと、資格審査もせずにライセンスを付与していること、プロボクサーの移籍やレフェリングのミスに関する紛争において裁定機関としての機能を喪失していることなどが挙げられていた。
2012年1月10日、B9がA1・A2・B6・A3・安河内に関して問題とする11項目を指摘する「JBC事務局の現状についての報告書と改善のお願い」と題した書面をJBCに提出。安河内は2月6日、専務理事であるB3・谷口と面談、同月10日にはB4と面談し、一日も早く本部事務局に戻し、通常の業務を行わせてほしいと訴えた。

### A1・A2の労働組合加入
A1は安河内に相談しながら、2012年2月18日、労働組合（全労協全国一般東京労働組合。以下、「組合」）に加入した。組合は同日付でJBCに「要求書並びに団体交渉の申入書」を提出し、A1の組合加入を通知するとともに、試合担当業務への復帰や、今後は配置転換、業務変更等の不利益取扱いをしないこと等を要求し、団体交渉を申し入れた。A2が3月1日に組合に加入すると、A1・A2は同日、A1を分会長とする分会を結成した。組合は同日付でJBCに「要求書並びに団体交渉の申入書」を提出し、A2の組合加入と分会結成を通知するとともに、職場環境の整備や、今後は配置転換、業務変更等の不利益取扱いをしないこと等を要求し、団体交渉を申し入れた。

### 人事異動
2012年3月13日、JBC本部事務局の職員の人事異動・配置転換が実施された。JBCでの実務経験が全くないB11がJBC職員として採用されると同時に本部事務局次長となり、B5が無役の職員から主任に昇格した。安河内は本部事務局のどの部にも属さない「特命事項」担当とされたが、その旨を記載した書面が1枚送付されただけで、業務内容や今後の方針についての連絡は一切なかった。また、A1はそれまでずっと担当してきた経理業務から外れ、主にライセンス管理業務の担当となり、代わりに全く経理実務経験のないB5が経理担当となった。B11は、B3の業務命令として、職員に3日以内に業務の引き継ぎを行うよう指示した。

### A1の懲戒解雇
2012年3月21日、組合は団体交渉を行わないまま同月13日付の配置転換が一方的に行われたこと等につき抗議した。同日、B5はJBCにA1の解雇を求める要望書を提出した。B3・B4・B11の協議を経て、第1回団体交渉の翌日の同月23日、B11は、就業規則違反の事実を調査するためとして、A1に翌日から4月12日までの自宅待機を命じた。B4・B11はA1の自宅待機中、A1の出退勤の状況を調べ、B5・B9・B7からの聞き取り調査などを行った。4月9日、JBCは自宅待機中のA1を呼び出し、後楽園飯店の個室でB4・B11・石田が約50分間の聞き取り調査を行った。JBCはA1に対し、事実確認としてあらかじめ用意した質問事項に簡潔な回答をするよう求め、A1が弁明や詳細な説明をすることを認めなかった。また、A1はJBCに対し、聞き取り調査に自分の代理人弁護士を同席させるよう事前に要請し、調査後は同月12日までの有給休暇を申請したが、JBCはいずれも認めず、B3・B4・B11の協議を経て、同月12日付でA1に懲戒解雇処分（第1次）を下した。4月12日夕方、第2回団体交渉が開催され、組合からはA1も出席したが、B11は懲戒解雇を受けたA1の姿を確認し、A1が出席したら帰っていいと言われているなどと述べた。

### A1・安河内の提訴
A1は2012年5月7日、JBCを相手どり、雇用契約上の権利を有する地位にあることの確認等を求め、東京地方裁判所に提訴した。A1の懲戒解雇を受け、安河内はもはやJBC内の自浄作用で組織を変えることは不可能と考え、2012年5月24日付でJBCに対し、本部事務局長であることの確認、配転先に勤務する雇用契約上の義務のないことの確認、本部事務所・試合会場への立入禁止の業務命令が無効であることの確認などを求め東京地方裁判所に訴えを提起した。

### A2・A3の解雇と不当労働行為救済申立て
2012年6月1日、安河内はA2・A3と同時に、自宅待機を命じられた。A2はこの日、B5から突然、新たな経理担当者を採用したため本部事務局での経理業務を説明するよう指示され、これに従ったが、同日午後4時頃、B5に呼ばれ、就業規則違反の疑いがあるから調査委員会を設けて調査するとして翌日から6月15日までの自宅待機を命じられていた。
6月5日、組合は東京都労働委員会に対し、A1の懲戒解雇処分やこれに関する団体交渉にJBCが応じないこと等が不当労働行為に当たるとして、不当労働行為救済申立て（都労委平成24年不第38号事件）を行うとともに、同審査が終了するまでA2を懲戒解雇しないよう求める審査の実効確保の措置申立て（不当労働行為の審査手続中、放置すれば救済の実効が阻まれるおそれがある場合、労働委員会規則第40条に基づき労働委員会が当事者に必要な措置をとるよう勧告を求めることができる制度）を行い、担当三者委員が協議した上で同月11日、使用者委員がJBCに電話で慎重な対応を求めた。
6月6日、JBCは自宅待機中のA2を呼び出し、B4・B11・B5の3名が聞き取り調査を行った。この聞き取り調査はA2に対し、「あなたは、JBCで管理している個人情報を第三者であるC2氏に開示しましたね」などとあらかじめ決めつけるような方法で質問し、面識のない関係者との共謀等を指摘するものであった。A2は同月14日、JBCに意見具申書を提出し、質問方法が不適切であったことを指摘し、関係者への事情聴取によってA2との関係を明確にするよう求めたが、関係者への事情聴取は実施されなかった。同日、B11はA2にメールを送信し、翌15日に出頭するよう求めたが、A2は体調不良で出社できないと返信した。JBCは6月16日付の解雇通知書をA2の自宅に送付し、A2を解雇（第1次）。同日付でA3を懲戒解雇した。

### 安河内に対する聞き取り調査と懲戒解雇
2012年6月12日、安河内に対する聞き取り調査が行われた。JBC側からはB11・B5・石田が出席し、主にB11が質問をした。JBCとは別に新たな団体の設立を画策したのではないかとの質問に対し、安河内は理由を説明しながら否定したが、B11は「かしこまりました。はい。」と述べるのみで次の質問へ移った。再びB11が別の団体の設立を画策したのではないかと問い質したのに対し、安河内は、「違います。こんなのは設立できません。100パーセント無理です。」と答えている。1時間11分程度経過した時点で、石田が「はい、じゃあ今日はとりあえず」と終了を告げたのに対し、安河内は「少し自分の弁明もさせてもらっていいですか」と前置きした上で、「A1のメールについて、自分が言ったことでA1に不都合が生じるのはよくないので、A1にも必ず聞き取りをしていただきたい。社内調査では断片的な事実しか出てこないため、それで重大な処分を受けるのは自分としては承服できないため、関係者にもきちんと聞き取りをし、その上で慎重に判断していただきたい。」「［新団体は］実体はない。それを、誰かが何かをしようとしたかどうかは、調べていただければわかる。」などと述べ、開始から1時間13分の時点で聞き取りは終わった。
6月14日、安河内は、B1宛てで「平成24年6月12日実施された調査委員会・聞き取り調査に関し、下記の通り、意見具申いたします。」と記載した書面を提出し、調査でのB11の質問の仕方がすべてにおいて根拠のない仮説を前提として一方的に結論を押し付けるものであり調査手法として著しく公平性を欠くものであったこと、調査で質問のあった新団体設立の件等についてはすべての関係者から聞き取りを行うなどした上で事実関係を明らかにすべきであることを訴えた。しかし、JBCは6月15日、安河内に解雇通知書を送付し、新団体を設立する動きや選手の個人情報漏洩の就業規則違反があったとして懲戒解雇（第1次）した。B9・B8はB11が職員として採用され、B5が主任に昇格した3月13日付の人事異動に不満を持ち、ともに6月15日付でJBCを退職した。安河内は6月22日、記者会見を開き、JBCの主張する安河内の就業規則違反には根拠がなく解雇は不当であると主張し、5月に起こした訴えに懲戒解雇の無効確認請求を追加した。

### A2の提訴と不当労働行為認定
A1は2012年6月25日、東京地裁に対し、JBCを債務者として賃金仮払いを求める仮処分命令申立てを行ったが（東京地裁平成24年(ヨ)第21076号。2013年2月7日に取下げ）、JBCは新たに懲戒事由が判明したなどとして、仮処分手続における9月18日の第3回審尋期日にA1を同日限りで懲戒解雇（第2次）するとの意思表示をした。また、JBCは9月19日の第3回口頭弁論期日に、当初の解雇の解雇理由に新たな事由を追加する旨主張し、さらに懲戒事由が判明したとして、2013年8月30日の第9回口頭弁論期日にA1を同日限りで懲戒解雇（第3次）するとの意思表示をし、同口頭弁論期日に当初解雇の解雇事由に別の事由を追加する旨主張した。
6月28日、組合は東京都労働委員会に対し、A2の解雇処分やこれに関する団体交渉にJBCが応じていないこと等が不当労働行為に当たるとして、不当労働行為救済申立ての追加申立てを行った。A2は8月17日、JBCに対し、雇用契約上の権利を有する地位にあることの確認等を求め、東京地方裁判所に提訴した。JBCは2013年8月27日の第9回弁論準備手続期日に準備書面を陳述する方法によりA2に対し、解雇事由を追加し、追加した解雇事由を理由とする新たな解雇処分（第2次）を行った。
組合は11月29日、東京都労働委員会に対し、A1に対する第2次解雇等が不当労働行為に当たるとして、不当労働行為救済申立ての追加申立てを行った。東京都労働委員会はJBCの不当労働行為を認定し、全労協全国一般東京労働組合は2013年11月5日付でJBC代表理事に命令書を交付した。

### 日本ボクシングコミッションの反訴
JBCは安河内に対し、2013年4月23日の第7回弁論準備手続期日に、準備書面を陳述する方法で懲戒解雇の理由に別の事由を追加した新たな懲戒解雇事由による懲戒解雇処分（第2次）を行った。安河内がJBCに対しこれらの懲戒解雇が無効であると主張し、雇用契約上の権利を有する地位にあることの確認を求め、請求を追加的に変更する一方、JBCは2013年11月26日、安河内の職務専念義務、秘密保持義務、競業避止義務等に違反する行為により懲戒解雇処分までに損害を被ったと主張し、安河内に対し、債務不履行または不法行為に基づく損害賠償を求めて反訴した。
『週刊朝日』2013年12月20日号ではボクシング関係者が「安河内さんの、身内にも厳しい態度で臨む姿勢を疎ましく思った一部職員が、彼の不正経理疑惑に飛びついたのです」「安河内派とされる職員3人も解雇し、現在、彼らから訴訟を起こされているのです」と解説し、『ボクシング・ビート』2014年8月号は「安河内前事務局長の解任騒動の後、『コミッションはちゃんと機能していない』と業界から反発も出たが、この件は裁判も含めてまだ完全決着がついていない。JBCに対する批判が高まるたびに、安河内氏に対する『カムバック論』が起きる。メディアの一部にもそういう声があるのは確かだ。」と業界内部の状況を伝えている。

## 就業規則で定める解雇事由および懲戒解雇事由
JBCの就業規則は解雇、懲戒解雇の事由を次のように定める。また、就業規則第54条第5号は「虚偽の事項を報告し、JBCに不利益をもたらしたとき」、同7号は「JBCを誹謗中傷する目的をもって外部に対し告発をしたとき」に減給または停職とする旨定める。
| 第38条 職員は、次の各号の一に該当するときは、解雇されるものとする。 (1) 勤怠及び業務成績、能力、業務態度が著しく不良、JBC職員として不都合な行為があったとき、あるいは、改善警告をしたにもかかわらず、職場において改善が認められないと事務局長が判断したとき (2) JBC職員として適格性を欠くと認められたとき (3) 以下［略］ 第55条 次の各号の一に該当するときは、懲戒解雇を行う。［略］ (1) ［略］ (2) 素行不良、勤務怠慢又はしばしばJBCの諸規則に違反し、事務所内の風紀秩序を乱したとき (3) 他の職員に対し辞職を強要し、又は他人の業務遂行を妨げたとき (4) 著しく自己の権限を越えて、独断の行為があったとき (5) ［略］ (6) 業務上の重大な秘密を他に漏らし、又は漏らそうとしたとき (7) 許可を得ずに他に雇用され、又は営業したとき (8)〜(10) ［略］ (11) 故意又は重大な過失によりJBCに損害を与えたとき (12)・(13) ［略］ (14) 不正の行為をしてJBCの名誉を汚したとき (15) 職務上の地位を利用し営利行為もしくは特定の第三者の利益にあたる行為をしたとき (16)・(17) ［略］ (18) その他前各号に準ずる程度の行為があったとき |

## 最上位管理職の新設とこれにともなう定款変更
2015年2月24日、B1に代わって東京ドーム代表取締役社長のB16がJBCの代表理事・会長・コミッショナーに就任した。B16は2016年4月27日付で同社の代表取締役会長となり、B1は相談役を退任した。
2013年7月1日より事務局長代行を務めていたB11はB16のコミッショナー就任と同日付で本部事務局長となった。同年10月6日、臨時理事会で本部・各地区事務局長の上位に「統括本部長」の職位を新設することを決議。同日付でB11が本部事務局長との兼務で就任し、同日の評議員会ではこれにともなう定款の一部変更が承認可決され、翌7日付で定款変更が行われた。同時に人事管理規定が変更され、事務局長職は人事権と予算執行権を失った。これに先立って、2011年6月28日以降は従前の事務局長の権限の一部がB3（理事長）に移されていることは上述の通りである。

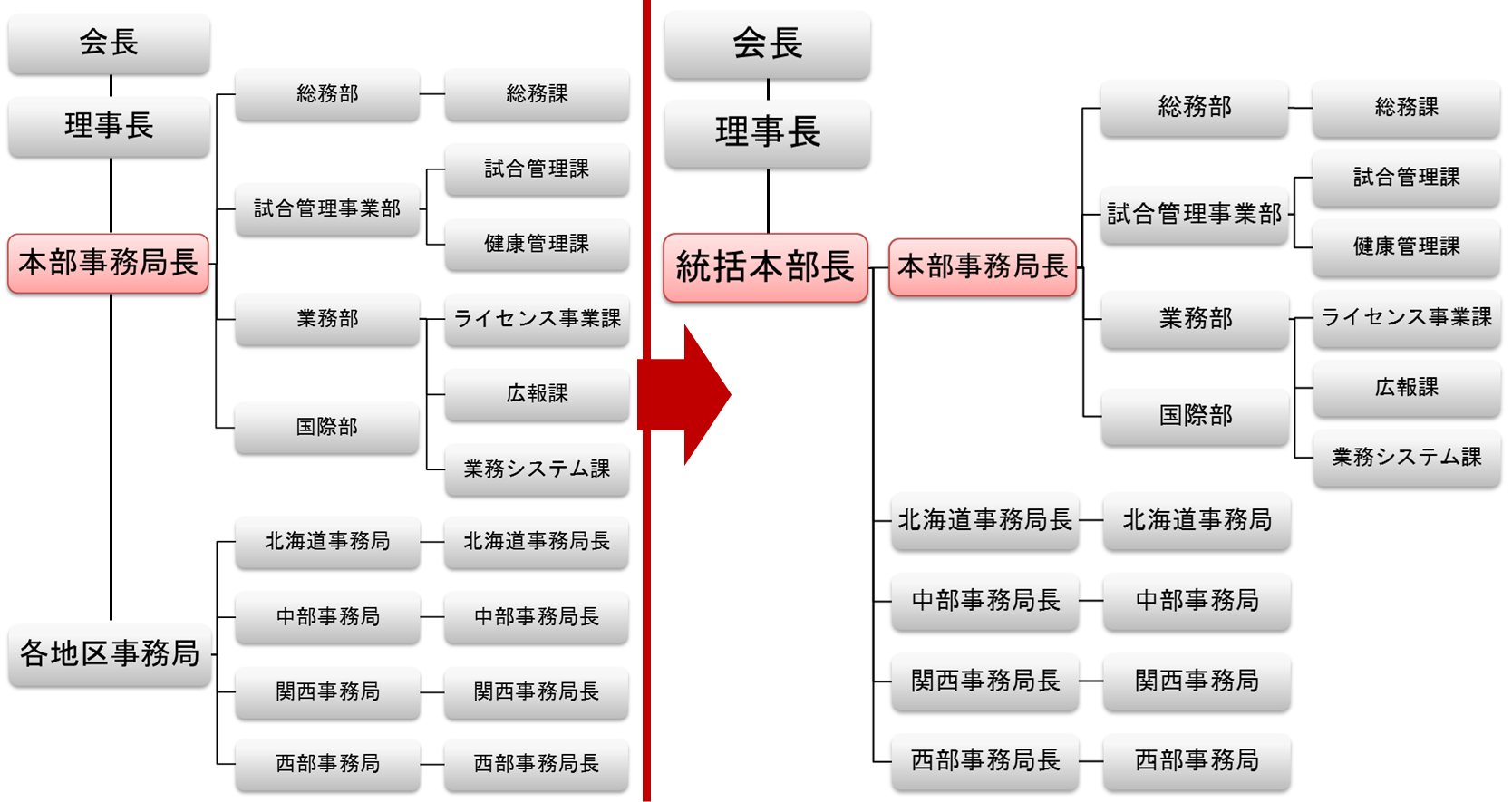
2015年10月6日に決議された定款変更前後のJBCの組織図（右が変更後）。この日、臨時理事会および評議員会を経て「統括本部長」の職位が新設された。

「現代ビジネス」の2015年12月24日付の記事では協会関係者が「安河内を失脚に追い込んだのは、現在のJBC事務局長の［B11］らの獨協大学閥のグループで、彼らには改革派で知られる安河内への遺恨があった」と明かしている。『ボクシング・ビート』2016年8月号は統括本部長職の新設とB11就任について、「安河内氏が本部事務局長に戻るのを見越して、手を打ったのは明らか」としている。

## 第一審
この節および「控訴審」節では安河内の提起した事件を扱い、A1の事件・A2の事件等については後述する。
東京地裁平成26年11月21日判決（判例秘書L06930790、LEX/DB 25505216、D1-Law.com 28231624、Westlaw Japan 2014WLJPCA11218003）
- 事件番号と事件名：平成24年（ワ）第14721号　配転命令無効等請求事件（本訴）／平成25年（ワ）第31130号　損害賠償請求反訴事件（反訴）[5]
- 著名事件名：「日本ボクシングコミッション（配転等）事件」[3]、「一般財団法人日本ボクシングコミッション（JBC）事件」[5]
- 裁判長：松田敦子[5]

2014年11月21日、東京地方裁判所は、怪文書の内容に客観性はなく安河内の不祥事とはいえないとし、安河内の降格処分について「B11らによる新団体の設立を盾にした要求に対し、被告（JBC）が分裂を回避するために、B11らの要求を受け入れ、原告（安河内）を被告（JBC）から排除することを主たる目的として行ったもの」として違法・無効と判断し、未払い賃金や慰謝料30万円の支払いを命じた。また配置転換も無効とし、懲戒解雇についても新団体設立を企てた事実は認められず、情報を漏らしたとも認められないとして「解雇権の濫用で無効」と判断し、安河内を事務局長に戻すよう命じた。
労働判例ジャーナル（労働開発研究会）は判示事項として、(1) 降格処分は試合役員らによる新団体設立を盾にした要求に対し、分裂を回避するためにこれを受け入れ、安河内をJBCから実質的に排除することを主たる目的として行ったものと認めるのが相当であり、人事権の濫用にあたり無効、(2) 配転命令もまた安河内の排除を目的としたものであり、正当な業務上の必要性に基づくものとはいえず、人事権の濫用にあたり無効、(3) 懲戒解雇事由としてJBCが主張する事実は認められず、公益通報自体が懲戒解雇事由にあたるとはいえないから懲戒解雇は無効、(4) JBCが主張する債務不履行や不法行為の事実は認められず、仮に一部認められたとしてもそれにより具体的な損害が生じたものとは認められない、の4点を挙げている。
判決後、安河内は記者会見を開き、「いまのコミッションがどうとか、誰かを糾弾しようという気はない。スポーツを統括する団体なので、とにかく話し合いがしたい。」とJBCに対話を求めたが、JBCの反応は「判決を確認しておらずコメントできない」というものであった。安河内の代理人は怪文書について「内部によるものとの考えのもと、判決を言い渡している」ことを指摘している。JBC側はこの判決を不服として控訴した。

### 判旨

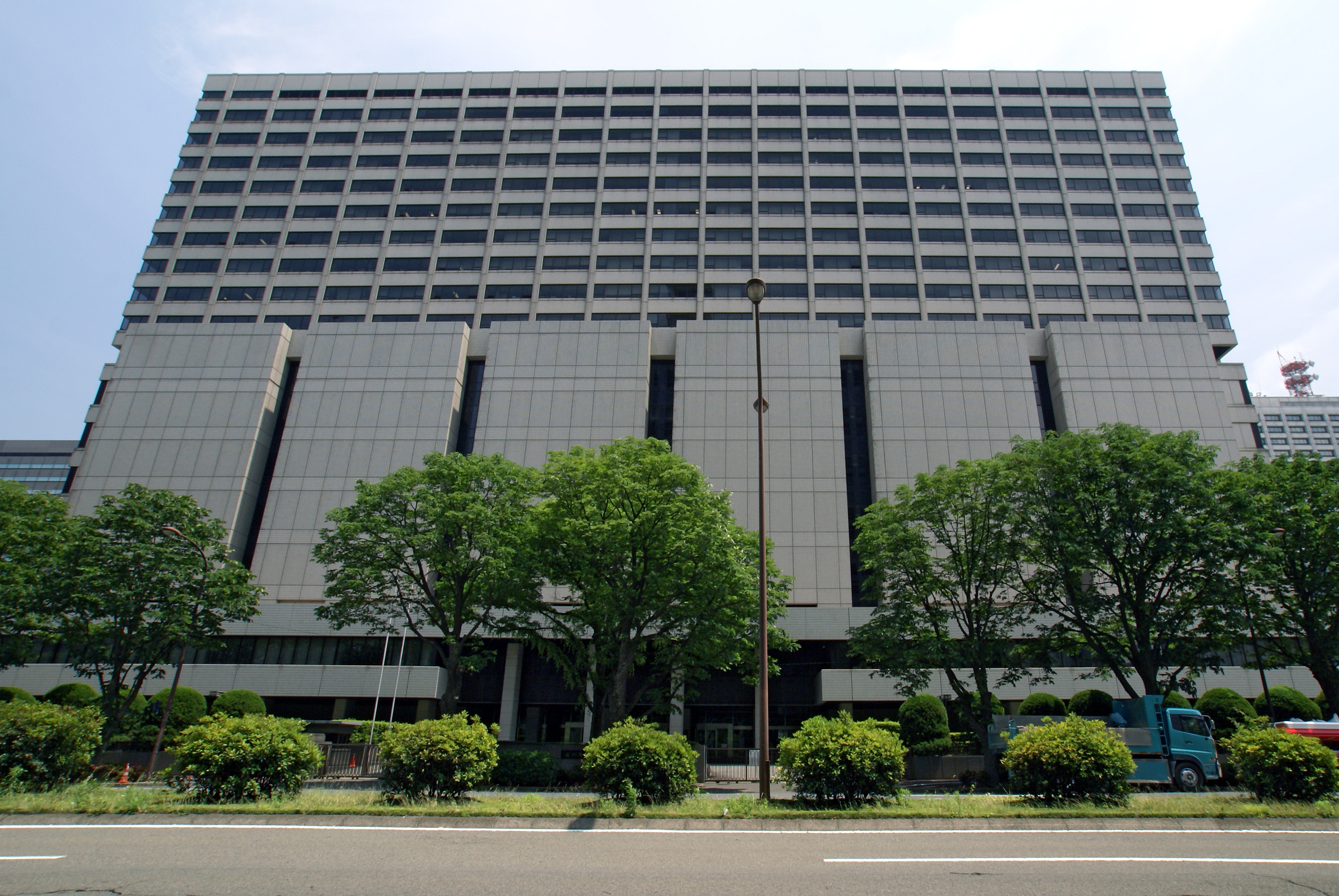
東京高等・地方・簡易裁判所合同庁舎

一連の事件において複数の平等原則違反が指摘されている。ここでは安河内の提起した事件における主な争点についての判示を要約もしくは引用の形式で説明するとともに、そのなかにみられる平等原則違反を下線で示す。

#### 降格処分の有効性

##### 部下への対応
調査委員会の報告では、B6に対して有給休暇を認めず欠勤扱いとしたことと、説明が不十分なまま雇用契約の不利益変更を行ったことの2点については、行き過ぎがあったと判断されたが、B5らが主張する安河内の不適切な言動については、B5らに対する叱責を含む対応はいずれも理由があり、特に問題はないものと判断されている。
「このように本件調査委員会でも理由があるとされた叱責等について、B5は、『全く落ち度がないのに繰り返されたもの』、『ちょっとした連絡ミスでも、それをしないと重大な結果になるからと、30分から1時間かけて執拗に責められた。』などとしか認識しておらず［略］、選手の命にも関わる試合管理業務に対する意識の低さもうかがわれるところであり、試合管理業務について厳しい考え方をしていた原告［略］からの叱責等の意味を理解しないまま、又は理解しようとせず、原告に対する不満等を募らせていたものと推認することができる。したがって、被告が本件において主張するパワーハラスメントについては、本件調査委員会で不相当と判断された上記2点以外は、理由がないというべきである。なお、B11やB4は、原告がB5、B6等の職員やアルバイト職員に対して威圧的言動をとっていた旨述べるが［略］、B11やB4自身がその場面に居合わせたわけではなく、B5やB6等から一方的に話を聞いただけであって、原告には全く事実関係を確認していないのであるから［略］、原告によるパワーハラスメントの存在を裏付ける根拠とはなり得ない。
そして、本件調査委員会で不相当と判断された上記2点についても、原告がB6に対してこのような対応をした背景として、B6の勤務態度には従来から問題があり、他の職員もこれを問題視していたことが認められるのであり［略］、また、雇用契約の不利益変更については、本件調査委員会においても、実質的には雇用継続を前提とした変更であると認められており、かつ、教育的効果を期待して不利益変更を行うのは行き過ぎであると判断しつつ、不利益変更が原因でB6が抑うつ状態に至ったとしてもレフェリーを務められる以上、重篤な状態であるとまでは認められないとも判断されている［略］。これらの事情に照らせば、上記2点について、原告の対応に行き過ぎがあったと評価せざるを得ないとしても、原告が部下に対し理由もなく不適切な対応をとっていたとまでは認められない。」

##### 「不祥事」と社会的非難
「被告は、［略］怪文書に、『安河内はボクシング関係者すべてに対して背信行為を行っている。』、『新たな愛人の入社』などと記載されていること及び添付写真4枚に写っている女性との写真を指して『不適切な行動』、『不祥事』と主張しているものと解されるが、そもそも、［略］怪文書の記載自体、添付写真に女性と2人で写っていること以外は、何ら客観性のない内容であり、［略］怪文書のみから、そこに記載された内容がすべて原告の『不適切な行動』であるとも『不祥事』であるともいえないことは当然である。」
B11は2011年4月22日の東京試合役員会での総意が信頼できない事務局長の下で試合運営はできないというものであったと述べるが、決議がとられたわけではなく、参加者の大半がB11が述べる通りの意見であったと直ちに認めることはできない。仮に試合役員会で参加者の大半が「信頼できない事務局長の下で試合運営をすることはできない」との意見に賛成したとしても、この試合役員会ではB11の主導により怪文書が急遽、議題とされ、あらかじめ用意された怪文書のコピーが全員に配付された上で、B11らが安河内はJBCを辞めるべきだと繰り返し主張していたこと、B11は東京試合役員会の会長で、その発言力は大きいと考えられること、安河内は辞めるのが当然だと思っていたB5が試合役員会で安河内のこれまでの言動について参加者に話をしていたこと、試合役員会の当日に突然怪文書のコピーを渡されて「安河内はJBCを辞めるべきだ」というB11らの意見を聞いた他の試合役員にとっては客観的な状況の把握が必ずしも容易でなかったと考えられることなどの事情を総合すれば、他の試合役員らについては怪文書の内容の真偽自体が不明であるにもかかわらず必要以上に安河内の事務局長としての適格性に問題があると煽られた可能性も考えられ、参加者の大半が客観的事実を認識した上で安河内が事務局長として信頼できないと真摯に判断した結果であるとは断定できない。
2011年5月9日に提出された通告書は、作成名義の「JBC東京試合役員・事務局員合同調査委員会」が架空のものであること、通告書の作成経緯について、B11が「中身に異論を挟むことはないので了承した」と述べ、B5が「本部事務局職員5名で作成した」と述べていることからすれば、主としてB5ら本部事務局職員5名で作成し、B11が上記名称の使用を認めたに過ぎず、必ずしも東京試合役員会の大半の認識を反映したものとは認められない。また、連判状については試合役員20名程度が署名しているが、この連判状は「告発文で指摘された疑惑について徹底した真相究明を行うこと」「全ての疑いが晴らされない限り、安河内事務局長を解任すること」を条件に安河内の解任を求める内容であるから、この連判状に署名した時点で署名者が安河内は本部事務局長として不適任であると真摯に判断していたと認めることはできない。
「以上によれば、平成23年4月22日の東京試合役員会を経て通告書及び連判状が提出されたことをもって、試合役員の大半が、［略］怪文書及び通告書記載の事実の真偽が明らかになる前の段階で、原告が本部事務局長として不適任であると真摯に判断していたものとは認められないのであり、また、いくつかのボクシングジムから原告の試合会場への立入りを禁ずる書面が提出されていることをもって、ボクシングジムの大半や東日本ボクシング協会が原告に対して強い不信感や拒否感を従前から抱いていたとは認められず、その他本件全証拠によってもこれらの事実を認めるに足りないというべきである。」

##### 降格処分に至る実態と処分理由
2011年4月24日の時点で、東日本ボクシング協会の理事会では怪文書の問題をJBCの内紛と判断して静観の姿勢をとっており、同月26日頃の時点でB1は怪文書の問題について安河内に5パーセントの減給処分を考えていたのであって、同年5月16日の理事会でも安河内が怪文書の問題で混乱を起こしたことが就業規則違反に当たるなどといった議論は全く出ていなかったが、通告書や連判状の提出を受けてB1・B2が協議した結果、調査委員会を設置して真相究明せざるをえないと判断し、同月12日の協議会でB2がB1の示達として職員らに対し、安河内を1か月の休職とし、B2を事務局長代行とすることを伝え、調査委員会を立ち上げて調査を行うことを説明している。
このように通告書や連判状で求められた真相究明のための調査をJBCが実施することになったにもかかわらず、B11やB5らは、JBCによる調査を踏まえた判断には必ずしも従わない態度を示し、試合役員のライセンス返上の可能性を示唆しつつ安河内に対して自ら辞任を決めるよう迫り、立て続けにJBCの対応が中立性を欠くとする書面や安河内の従来の言動を批判する書面等を各方面に提出し、2011年5月31日には調査委員会による調査や安河内の不正経理疑惑についてマスメディア等に対して意見表明し、同年6月10日には休職明けの安河内に対して事務局長代行補佐を命ずるとの示達がB1から出されたにもかかわらず、これにB5らが強く反発し、安河内が出勤できない状態を継続させている。これらの事実経過によれば、当時のJBCでは通告書や連判状の要望を受けて手続を踏んで問題を解決しようとしたものの、手続を無視したB11やB5らの安河内排除へ向けた強硬な態度を適切に制することが全くできない状況に陥っていたものと認められる。
調査委員会による調査結果が明らかにされる直前の2011年6月23日にはB4・B11らがマスメディア向けの記者会見を開き、JBCに代わって国内試合を統括する新団体の設立等の意向を表明した結果、分裂の危機と報道されている。この新団体設立について、B11はあくまで試合運営のための暫定的なものであるなどと述べるが、試合役員各位に宛てたB11名義の2011年6月23日付の文書に、B2および安河内の排除を条件にJBC体制堅持の要請があれば現行のJBC体制を維持することについて検討をすると明記されている以上、B2および安河内がJBCから排除されない限り、別の新組織体制を維持していく意向であったことは明らかであるから、設立しようとする新団体が暫定的なものであるとのB11の証言は採用できない。
安河内に対し本部事務局長の職を解く降格処分までする必要性は見出しがたく、B3本人尋問の結果、証人B4・B11・B2の証言その他全証拠によっても合理的な必要性があるものとは認めがたい。「なお、本件調査委員会において不相当と判断された労務管理に関する2点については、［略］何らの理由もなく行われたものとまでは認められず、かつ、雇用契約の不利益変更後も被告とB6との雇用契約は継続しているところ、［略］B4及びB5が権限を有しないにもかかわらず正当な理由なくA3に対し解雇を通知した行為については、被告はB4及びB5に対し口頭で注意するのみで終わらせているのであるから、B4及びB5に対する被告のこのような態度に照らせば、上記の労務管理に関する2点を主たる理由として本件降格処分をすることは、著しく不均衡であり、重きに失するというほかない。
そして、被告は、本件降格処分に続けて本件減給処分及び本件配転命令等を行い、原告を被告の中心的業務から実質的に排除したと評価し得る対応をとっているところ、［略］本件降格処分につき合理的な必要性を見出しがたいことに加え、本件降格処分に至るまでの状況［略］を考え併せれば、被告は、B11らによる新団体の設立を阻止して被告の分裂を回避するため、本件降格処分を本件配転命令等と併せて行い、もって、原告の排除を求めるB11らの要求に実質的に応じたものと評価せざるを得ない。」
「本件降格処分は、B11らによる新団体の設立を盾にした要求に対し、被告が分裂を回避するために、B11らの要求を受け入れ、原告を被告から実質的に排除することを主たる目的として行ったものと認めるのが相当であり、人事権の適切な行使によるものとは認められないというべきである。
よって、本件降格処分は、被告の人事権の濫用に当たると認めるのが相当であり、違法、無効である。したがって、原告は、本件降格処分がされた平成23年6月28日以降も、被告の本部事務局長たる地位を有し、かつ、月額基本給［略］の支払を受ける地位を有するものと認められる。」

#### 懲戒解雇処分の有効性

##### 新団体設立企図の有無
安河内は従前からJBCの将来的な発展形態として米国各州のアスレチックコミッションのような統括機関のあり方が望ましいとの理想論を持っていたが、日米の制度の根本的な違いから1国1コミッション制が根付いている日本のプロボクシング界に米国の制度をそのまま持ち込んで複数のコミッションを設立することは現実的でなく、日本に馴染まないとの考えであった。日本のプロボクシング界に深く関わってきた安河内は1国1コミッション制が根付いている日本のプロボクシング界の土壌について当然に熟知していたことが推認され、その安河内が有力な支援団体等もなく複数コミッション制を求める一般的な機運等もない中で安易に新コミッションの設立を企図するとは考えがたい。また、JBCの主張によればすでに安河内が新団体の設立を企図して画策していたとされる2013年12月以降の時点で、安河内は、同月7日および8日にはB4に対し「JBCに協力したいのです」と述べて業務の引継ぎやアドバイスをさせてくれるようメールで懇願し、同月19日および27日にはB4に対し、被告の信頼失墜のおそれがあるからと指摘して年末の世界戦を担当させてくれるようメールで懇願し、C1からの誘いには全く取り合わず、2012年2月6日および同月10日にはB3・谷口やB4と面談し、一日も早く通常の業務を行わせてほしいと訴え、同月29日にはB4・谷口に対し、JBCにおける暴力団排除の業務が実質上停滞していることを指摘して同業務を再び担当させてくれるようメールで懇願するなどしており、安河内にJBCを離れる意思があった様子は全くうかがわれない。安河内の考え、経歴や当時の客観的言動等に照らせば、安河内がA1らとともに新団体の設立を企図していたとは考えがたく、全証拠によってもこれを認めることはできない。
「B4、B11及びB5らは、平成23年6月23日、マスコミ向けの記者会見を開き、被告に代わって国内試合を統括する新団体設立の意向を表明するとともに、原告を被告から排除する内容の処分が被告の理事会で出れば被告に再合流することを示唆し、その結果、被告の分裂の危機との報道がされるに至っているところ、上記B4、B11及びB5らによる行動は、まさに被告とは別のコミッションの設立を企図したものと評価し得るにもかかわらず、被告は、B4らの上記行動に対して何らの処分もしていないのであるから、原告についてのみ、［略］断片的な事象を根拠に別組織の設立を企図したものとして原告につき懲戒解雇事由に当たるとするのは、明らかに均衡を欠き、平等原則にも反するというべきである。なお、B4、B11らによる上記新団体の設立に関し、あくまで暫定的なものである旨B11が述べていること［略］に理由がないのは、［略］において述べたとおりである。」
懲戒解雇事由としてJBCが主張する事実はいずれも認めることができないから、それ以外の点について判断するまでもなく、懲戒解雇処分は正当な理由なく行われたものであり無効である。また、懲戒解雇処分の手続に関し、JBCは、「原告及びA2の弁解を聴取したが、いずれも肯けいに当たらず、C1、D1及びC2に対する聞き取り調査を実施する必要がなかった」と主張しているが、2012年6月12日実施の聞き取り調査では、安河内が新団体の設立などJBCが懲戒解雇事由として挙げた重要事項に関してJBCの認識が間違っていることを具体的な理由を説明して反論したのに対し、JBCは基本的にこれを聞き流し、この調査についてB11が「非常にあいまいなもので、参考にできるものが非常に少なかった」と述べ、調査結果の報告を受けたB3が「分からないとか、覚えていないとか、記憶にないとかいうようなことばかりだった」と述べていることなどから、B11らは当初からこの聞き取り調査で安河内の言い分を真摯に受け止める意思がなかったものと推認される。さらに、安河内がJBCに対し、関係者からの聞き取り調査の実施を求めたにもかかわらず、JBCはメールがあること、C2・C1・D1のいずれもJBCのライセンスを持っていないことを理由にこれを実施せず、また、B3とB4は怪文書に添付された写真が週刊誌に載ったことも理由の一つとして勘案した上で懲戒解雇処分を決定していることも考慮すれば、JBCは当初から懲戒解雇相当という結論ありきで安河内に対する聞き取り調査を行ったものと考えられ、懲戒解雇事由について十分かつ慎重な調査を欠いていたといわざるをえない。

##### 公益通報の懲戒解雇事由該当性
2012年2月3日の公益通報調査会では、軽率な行為としてA1に強く反省を促しつつ、虚偽告訴に相当するとはいえず、また必ずしもA1が故意にJBCの混乱を狙ったものとは認められず、あくまでJBCのガバナンスを慮って行ったものと判断されている。
「そもそも［2011年9月29日付］公益通報及び［同年11月7日付］公益通報のいずれもいわゆる内部通報であるところ、平成23年5月31日にB5らがマスコミ等に対して行った、『原告、B14ら4名の飲食代1万7180円を被告の経費として処理した行為が背任罪に当たる。』旨の外部公益通報［略］においてさえ、何ら被告事務所内の風紀の乱れや被告の損害について問題にされていないのであるから、［9月29日付］公益通報や［11月7日付］公益通報のような内部通報によって被告事務所内の風紀が乱れ、又は被告に損害が生じたとは考え難いのであり、本件全証拠によっても、A1によるこれらの公益通報によって被告に風紀の乱れや損害が生じたことをうかがわせる事情は認められない。」
そもそもこれらの公益通報自体がJBCの主張する懲戒解雇事由に該当するとはいえない以上、これらの公益通報に協力しただけの安河内について懲戒解雇事由と認められないことは明らかである。
「被告のガバナンスについては、本件調査報告書においても被告の組織及び内部統制の改善を図るべきと付言されていたにもかかわらず［略］、本件降格処分以降、解雇権限を持たないB4及びB5が正当な理由もなくA3を解雇したり［略］、経理内規に従って処理すべき試合の放送承認料やテレビ局の中継の承認料が経理担当者への事前の相談もなく勝手に決定される事態が頻発したりし［略］、また、本部事務局では、B4が事務局長になって以降、事務局全体のミーティングが行われなくなり、B4は週に2、3日、各数時間程度出勤するのみであったため、職員が誰の指示で何をすればよいか、業務の報告を誰にすればよいか明確でない状態となっており［略］、さらに、指定暴力団員の観戦等、被告の対外的な対応にも問題が生じていたことがうかがわれる［略］。」
降格処分以降の上記のような状況や、安河内が本部事務局長在任中にJBCの組織体制の改革や反社会的勢力の排除等に積極的に取り組んでいたことに照らせば、安河内が「JBCのガバナンスが機能を喪失しており、これを正すにはB1に現状を認識してもらう必要がある」と考え、B1にその現状を認識してもらうため、客観的な資料を集め、A1らによる公益通報等にも積極的に協力していたという安河内の説明には十分に合理性があると認められ、全証拠によっても安河内がJBCの組織の弱体化、内部秩序の壊乱およびガバナンスの崩壊を意図してA1らによる公益通報等に関与していたと認めることはできないから、懲戒解雇事由にあたるものと認めることはできない。このようにJBCが主張する懲戒解雇事由はいずれも認めることはできないから、仮に手続が違法とまではいえないとしても懲戒解雇処分は無効である。

## 控訴審
東京高裁平成27年6月17日判決（LEX/DB 25540662、D1-Law.com 28232619）
- 事件番号と事件名：平成26年（ネ）第6538号（配転命令無効等、損害賠償反訴請求控訴事件）[193]
- 裁判長：石井忠雄[193]

2015年6月17日、東京高等裁判所は第一審判決を全面的に支持し、さらにJBCにおける本部事務局長という職位について「本部事務局長が、［略］単なる一般職員というにとどまらない、控訴人［JBC］において枢要な役割を果たすことが予定されている極めて特殊な職位であることに鑑みると、被控訴人［安河内］が控訴人の本部事務局長の地位にあることの確認を求める訴えは、確認の利益を有するものと解するのが相当である」と判示し、新団体設立の企図についても「被控訴人［安河内］がIBF関係者と会話をしたのは一度だけ、数十秒程度であったことからすれば、挨拶程度の会話であったと認められる」「同会長［IBF会長］との間で具体的な計画内容等について意見交換をしたような形跡は全く認められず」との判断を加えてJBCの控訴を棄却。解雇権の濫用として降格・配置転換・解雇の処分をいずれも無効とし、JBCに対し安河内を本部事務局長の立場のままで復帰させるよう命じた。

### 補充主張および新主張について
控訴審におけるJBCの補充主張・新主張はいずれも認められなかった。まず、JBCは安河内が降格処分の後で「決定に従う。ご迷惑をおかけした。」などの発言をしたことから、安河内はこれを承諾していたはずで処分は有効だと主張したが、JBCが主張する安河内の発言の中には処分前の発言が含まれ、これは自発的な辞任を強要された場面で拒否の意思を示したものであった。他の発言についてはいずれもマスメディアの取材に応じた返答であり、JBC分裂の危機が大きく報道されていた状況下で混乱の原因となった者として対外的な反省の弁を述べたものにすぎず、従来の業務に就かせてほしいとの申し入れをしながら受け入れられずに提訴に至った事実経過に照らし、降格処分を異議なく受け入れていたとは解されないと判示されている。
次に、JBCは安河内に下した2012年6月15日付解雇通知書による第1次懲戒解雇処分と2013年4月23日の第一審第7回弁論準備手続期日に陳述されたJBCの同日付準備書面による第2次懲戒解雇処分が通常解雇の意思表示を含むものであり、通常解雇としては有効だと主張した。しかし、いずれも安河内が地位確認訴訟を起こした後に行われたものであるのに、これらの書面には、JBCが安河内を懲戒解雇することや、この処分がJBCの就業規則に定められた懲戒解雇事由によるものであることのみが記され、通常解雇を含む趣旨の記載は「全く見当たらない」とされた。JBCは、訴訟追行を弁護士に委任した上、第一審では2度にわたる懲戒解雇処分の懲戒解雇としての有効性について「攻撃防御を尽くし」、予備的主張としても通常解雇を主張することは一切なく、このような応訴状況等から通常解雇の意思表示を黙示的にも包含するものであったとはいえないと判断された。
また、JBCは2015年3月2日の控訴審第1回口頭弁論期日に安河内に対して下した通常解雇が有効であるとも主張したが、東京高裁は懲戒解雇であれ通常解雇であれ、その解雇が「客観的に合理的な理由を欠き、社会通念上相当であると認められない」し、証拠からも口頭弁論終結時までにこの判断が左右されるような新たな事情が生じたとも認められず、その他の補充主張もしくは新主張については「種々主張立証するところを検討しても、上記判断は何ら左右されない」と結論づけている。

### 判決後の原被告と日本プロボクシング協会
控訴審判決の後、安河内は「私が事務局長就任以来、改革を行ってきた中で、反発、不信感があったのかもしれない」「何が起こったのか。今回の判決文には全部、記されています。理事や評議員の方にも、それを全部読んでもらって、現事務局長は首謀者の一人となっていますので、そういう人物と並列させる状況というのは、一刻も早く解消してほしい。」「どんなことがあっても復職をしたいという思いで、3年間頑張ってきた」「ボクシング界の混乱を招いたという点では、反省すべき部分があり、私の不徳の致すところだと感じている。早く復帰して貢献したい。」「この判決を受け止め、現状を改善する方向に舵を切ってほしい」と述べ、他の3名の職員に下された解雇処分については「安河内に親しい、安河内の味方をしている。そういう非常に単純で幼稚な発想で、何の理由もなく、3人を排除したということが、スポーツ組織としてあるまじき行為だと思います。」と義憤の念を示した（この3名はともに裁判で和解し、JBCを離れている）。JBCは「係争中の事案であり、コメントできない」との立場を保ち、控訴審判決を不服として7月2日、最高裁判所に上告および上告受理の申立てをした。
協会関係者は「こうした裁判費用が近年の多額の赤字につながっており、この内紛の顛末が、試合管理に不備が生じ始めた原因とみられている」と話し、協会は上告の取下げを求めて2015年7月7日、JBCに安河内との訴訟に関する要望書を提出したが、JBCはこれを拒否した。

## 上告審
最高裁第二小法廷平成28年6月8日決定

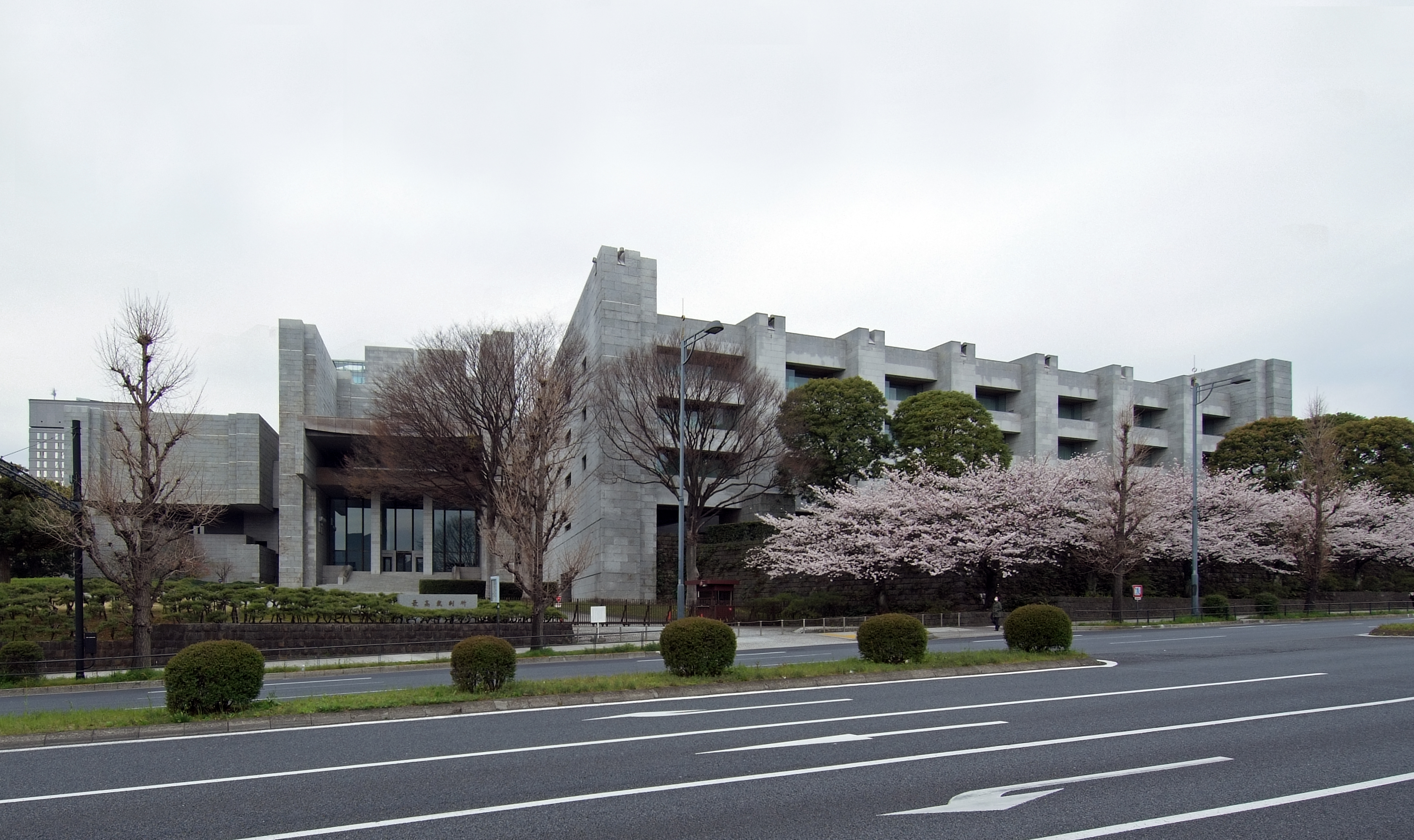
最高裁判所庁舎

- 事件番号：平成27年（オ）第1407号／平成27年（受）第1755号[198]
- 裁判長：鬼丸かおる[198]
- 陪席裁判官：千葉勝美・小貫芳信・山本庸幸[198]

2016年6月8日、最高裁判所第二小法廷はJBCの上告については棄却、上告受理の申立てについては不受理を、裁判官全員一致の意見で決定し、原判決が確定した。
安河内は復職に向けた協議をJBCに申し入れ、6月16日に開いた記者会見では、「問題が終わったわけじゃない。戻って何ができるか真剣に向き合う時がやっときた」と話し、騒動の責任の所在を明確化するための調査委員会（第三者委員会）の設置、組織のコンプライアンスの確立、理事職の復権などを求めた。代理人も確定判決通りに権限を安河内に戻すよう求めた。
同日、JBCは統括本部長のB11名義で「いろいろと向こうの主張が出ているみたいですが、コメントすることはありません。当方としては、安河内氏にすみやかに出社するよう命じております」とのコメントを発表した。判決が確定するまでの間に組織図が変更されたため、安河内・JBC双方の代理人による、復職の仕方についての協議は難航した。2か月後の8月16日にJBCが公式ウェブサイトに掲載した7月30日付の文書は、双方の協議が継続中であることを伝えるとともに、この最高裁決定についてJBCが以下のように受け止めていることを示している。

### 日本プロボクシング協会による意見書の提出
2016年7月11日、東日本ボクシング協会は東京都内における定例理事会で、安河内の裁判に関して、同協会は「司法の決定を全面的に支持する」として混乱の収束を強く求める意見書をJBCに提出することを全会一致で決議した。また、同協会はJBCに対し、緊急理事会の開催と、その際にオブザーバーとして協会員を参加させることを要望した。理事会の後で安河内は、戻るべき職位はすでに十分な権限を失っており、「期待される仕事、自分が期待する仕事ができない」として、この理事会での決議を、必要な権限を備えた職位への復帰の後押しにしたい考えを示した。統括本部長のB11は「代理人を通して要望が来ており、詳細を協議している。我々は裁判の結果には従う」とコメントしている。同月13日には日本プロボクシング協会も大阪市内における理事会で、同様の意見書を提出することを決めた。
『ボクシング・ビート』2016年8月号は「安河内氏がJBCから懲戒解雇処分を受け、ポストを去った後も、『安河内カムバック！』の期待が業界一部で根強くあった。これは、安河内氏の手腕を評価したからで、特にWBCはじめ世界の統括団体との交渉などでは、業者［ジム関係者］にとっては、頼りになる人だった。安河内氏の復職は動かしがたいのであるから、これを『飼い殺し』にしようなどという魂胆はやめ、その才を十二分に発揮してもらうことが必要ではないか。」と忠告している。
8月7日には、東日本、中日本、西日本、西部日本の4協会が連名で、JBC理事で共同通信編集委員の津江章二に対して緊急理事会の開催を要請し、B11の職務停止、安河内の統括本部長としての復職などについて協議することを求めた。津江は翌日、緊急理事会の開催をB3に要請した。
JBCは同月23日に緊急理事会を開催。津江のほか、前協会会長のE1、コミッショナーで東京ドーム代表取締役会長のB16、理事長のB3、統括本部長のB11、元東京ドームホテル代表取締役会長のB17という6理事による協議の結果、統括本部長B11の職務停止、安河内の事務業務執行理事としての復帰など6議案はすべて多数決により否決された。協会側からは会長の渡辺均と事務局長のE2がオブザーバーとして同席したが、投票権はなく発言の機会もないまま終わった。

## 関係年表
| 年     | 月日            | 出来事 |
| ------ | --------------- | --- |
| 2006年 | 4月1日          | 安河内剛、日本ボクシングコミッション (JBC) 本部事務局長に就任。 |
| 2011年 | 4月18日         | 安河内を誹謗中傷する内容の匿名の怪文書が全国のボクシングジムおよびJBC各事務所に送付される。 |
| 2011年 | 4月19日         | 専務理事のB2がJBCの関西事務所で怪文書の添付写真に写った女性職員に事情聴取。女性職員は怪文書について謝罪、安河内との愛人関係を否定し、辞意を表明。 |
| 2011年 | 4月22日         | 東京試合役員会会長・B11の主導で、B5らがあらかじめ用意した怪文書のコピーを同役員会で配付。B11と試合役員のB12は、安河内がJBCを辞めるべきだと繰り返し主張。 |
| 2011年 | 5月9日          | 「JBC東京試合役員・事務局員合同調査委員会」が「調査報告書」を代表理事のB1に提出。この名義は架空のもので、B5ら職員5名が作成。 |
| 2011年 | 5月10日         | 「財団法人日本ボクシングコミッション 東京試合役員会・事務局員一同」が「真相究明と安河内事務局長の解任を求める連判状」をB1に提出。 |
| 2011年 | 5月12日         | B2が各地区事務局長・職員およびB11に調査委員会設置などを説明した際、B11は大声で安河内に自主退職を迫る。B5も加勢。 |
| 2011年 | 5月16日         | JBCが組織内弁護士である谷口好幸を事務局長として外部弁護士の堤淳一・俵谷利幸ら5名で構成される調査委員会を設置。安河内はこの日、5月10日から1か月の休職を命じられ、B2が事務局長代行となる。 |
| 2011年 | 5月19日         | B11が「財団法人日本ボクシングコミッション東京試合役員会会長 B11」名義の書面「公正なる調査を求める申し入れ」をB1に提出。 |
| 2011年 | 5月24日         | B5が書面「安河内事務局長の言動と行動」をJBCに提出。 |
| 2011年 | 5月26日         | B6が安河内から受けたとするパワーハラスメント行為を書面でJBCに提出。 |
| 2011年 | 5月31日         | B5・B8・B9および関西事務局員のB10がJBCに無断で記者会見を開き、報道関係者と日本プロボクシング協会加盟各ジムに書面「財団法人日本ボクシングコミッションに関する公益通報について」を提出。安河内ほか3名が飲食代1万7180円を経費として処理した行為が背任罪に当たると主張。理事のB4は記者会見でJBCに代わる新団体設立の意向を表明。B11が「財団法人日本ボクシングコミッション東京試合役員会会長 B11」名義の書面「JBC試合役員会が、安河内事務局長の解任を求め、公益通報職員を支持する意見を表明」でこれを援護し、安河内の解任を求める意見書をB1と各理事に提出する旨を報道各社に発表。 |
| 2011年 | 6月2日          | B11が「財団法人日本ボクシングコミッション東京試合役員会会長 B11」名義の書面「安河内事務局長問題に関する意見について」をJBCの理事・調査委員・評議員に提出。試合役員会会計担当のB13が、調査委員会の調査委員に書面「『安河内事務局長に関する意見について』〜事務局長に求められる資質、JBCの存在意義について〜」を提出。 |
| 2011年 | 6月5日          | B9は安河内の行動等を書面で谷口に報告。 |
| 2011年 | 6月8日          | 「財団法人日本ボクシングコミッション関西試合役員会一同」がB1に「安河内事務局長問題に関する東京試合役員会の意見を全面的に支持し、同問題に関する真相究明を求める連判状」を提出。 |
| 2011年 | 6月9日          | B2が本部事務所で職員らに対し、翌10日で安河内の休職期間が終わると話すと、B5は安河内が出勤するなら自分は出勤しないと言い、有給休暇を届け出る。 |
| 2011年 | 6月10日         | 安河内は専務理事付事務局長代行補佐に降格。B5らから本部事務所への入室を妨害される。安河内降格の示達にB5らが反発して騒ぎとなり、B2は安河内に出社を控えるよう指示するとともに記者会見で示達の内容を発表。 |
| 2011年 | 6月12日         | 東京都所在のaジムが安河内の試合会場立入りを拒否する書面をJBCに提出。 |
| 2011年 | 6月13日         | B11が「財団法人日本ボクシングコミッション東京試合役員会会長 B11」名義の書面「中間答申及び示達に対する公開質問状」をB1に提出。谷口はB11に対し、調査委員会が中間答申を出した事実はないと回答。 |
| 2011年 | 6月16日         | 東京都所在のbジムがB2と安河内の試合会場立入りを禁じる書面に手書きで「協会より要望書に返答あるまで」と書き加えてJBCに提出。 |
| 2011年 | 6月23日         | B4が事務局長代行をB2と兼任。B4ほか理事・関係者が記者会見を開き、新団体設立の意思を表明。JBCが安河内らを排除すれば、現状維持を考えると幹部に迫る。B11も試合役員・事務局員の大半が新団体に移る見込みと話す。東日本ボクシング協会は緊急理事会で新団体設立の支持を決議。週刊誌では、怪文書添付写真を配した記事でB11が安河内に対し「自ら身を引くべきです。これは、現場で働く我々の総意なのです」とコメント。安河内は怪文書についての被害届を練馬署に提出し、受理される。一般紙は厚生労働省の職員によるレフェリーの無断兼業を報じる。                                             |
| 2011年 | 6月24日         | B4が記者会見を開き、安河内が排除されれば新団体設立を中止すると改めて示唆。 |
| 2011年 | 6月26日         | JBCはレフェリーの兼業違反についての内部調査の結果、個人情報の漏洩があったことを謝罪し、この人物を特定し、処分する意向を表明。 |
| 2011年 | 6月27日         | 安河内は谷口同席の下、B1から翌日の理事会で決議される処分内容等を知らされ、再考を求めるが聞き入れられず、「今後、この騒動が不必要に拡大していった原因を調査し、その原因を作った職員らに対してしかるべき処置をしてほしい」と依頼。 |
| 2011年 | 6月28日         | 調査委員会が調査結果として安河内について指摘された問題点をいずれも否定。JBCは安河内を理事から解任、降格・減給処分を下し、本部事務所・試合会場に立ち入らないよう要請、本部事務局でのミーティングから安河内のみを除外。B4が本部事務局長に就任。専務理事はB2からB3に交代し、決裁にB3の同意を要する新体制に変わる。 |
| 2011年 | 7月1日          | JBCは安河内をボクシングと無関係な関連会社へ配置転換。 |
| 2011年 | 7月中旬 〜8月頃 | B3・B4が安河内に対し、新たな雇用契約書に署名を求めたが、記載内容についての説明がなく、安河内はこれを拒否。 |
| 2011年 | 7月14日         | B5はB4了解の下、「本部事務局長 B4」名義でA3に解雇通知書を送付。関西事務局長のB14とA3はB3・B4・B5を被通報者とし、この解雇通知を労働契約法第16条違反として公益通報を行う。 |
| 2011年 | 7月25日         | B4は解雇撤回の通知書をA3に送付。 |
| 2011年 | 8月6日          | JBCは業務連絡用のメーリングリストから安河内のみを除外 |
| 2012年 | 1月10日         | B9がJBCに書面「JBC事務局の現状についての報告書と改善のお願い」を提出。 |
| 2012年 | 3月13日         | JBCは本部事務局員の人事異動・配置転換を実施。実務経験のないB11を職員採用の上で本部事務局次長とし、B5を無役の職員から主任とする一方、安河内をどの部にも属さない「特命事項」担当とする。また、A1を経理業務から外してライセンス管理業務担当とし、経理実務経験のないB5を経理担当・主任とする。 |
| 2012年 | 3月21日         | B5がJBCにA1の解雇を求める要望書を提出。 |
| 2012年 | 3月23日         | JBCはA1に就業規則違反の疑いがあるとして4月12日までの自宅待機を命じる。 |
| 2012年 | 4月9日          | JBCはA1に対する聞き取り調査を実施。JBC側からはB4・B11と外部弁護士の石田茂が出席。 |
| 2012年 | 4月12日         | JBCはA1を懲戒解雇（第1次）。 |
| 2012年 | 5月7日          | A1は東京地方裁判所に提訴。 |
| 2012年 | 5月24日         | 安河内は東京地方裁判所に提訴。 |
| 2012年 | 6月1日          | JBCは安河内・A2・A3に自宅待機を命じる。 |
| 2012年 | 6月6日          | JBCはA2に対する聞き取り調査を実施。JBC側からはB4・B11・B5が出席。 |
| 2012年 | 6月12日         | JBCは安河内に対する聞き取り調査を実施。JBC側からはB11・B5・石田が出席。 |
| 2012年 | 6月14日         | 安河内はB1に同月12日の調査委員会・聞き取り調査に関する意見具申書を提出。 |
| 2012年 | 6月15日         | JBCは安河内を懲戒解雇（第1次）。B9・B8は3月13日の人事異動に不満を持ち、退職。『ボクシング・マガジン』執筆陣がB4らに面会、情報提供。 |
| 2012年 | 6月16日         | JBCはA2を解雇（第1次）、A3を懲戒解雇。 |
| 2012年 | 6月22日         | 安河内は解雇は不当と主張し、訴えに懲戒解雇の無効確認請求を追加。 |
| 2012年 | 8月7日          | D1が新団体設立との関係を否定し、JBCを近く名誉毀損で提訴する構え、と伝える『週刊朝日』8月17–24日合併号が発売される。 |
| 2012年 | 8月13日         | JBCはC2にマッチメーカーライセンスの無期限停止処分を決定。 |
| 2012年 | 8月17日         | A2は東京地方裁判所に提訴。 |
| 2012年 | 9月18日         | JBCはA1を懲戒解雇（第2次）。 |
| 2012年 | 12月7日         | C2は東京地方裁判所に提訴（後述）。 |
| 2012年 | 12月16日        | JBCは選手・大沢宏晋に1年間のライセンス停止処分、マネージャー・セコンドにライセンス取消処分、クラブオーナーに戒告処分を決定（後述）。 |
| 2013年 | 4月23日         | JBCは安河内を懲戒解雇（第2次）。 |
| 2013年 | 7月1日          | 公益法人制度改革に伴い、理事会決議をもって一般財団法人化の方針をとり、「一般財団法人 日本ボクシングコミッション」と名称を変えて移行法人となる。B11が事務局長代行に就任。 |
| 2013年 | 8月27日         | JBCはA2を解雇（第2次）。 |
| 2013年 | 8月30日         | JBCはA1を懲戒解雇（第3次）。 |
| 2013年 | 9月4日          | B10・B12の情報提供により知人のフリーライターが選手の名誉を毀損する記事をブログに掲載（後述）。 |
| 2013年 | 11月5日         | 東京都労働委員会がJBCの不当労働行為を認定したことを受け、全労協全国一般東京労働組合がJBC代表理事に命令書を交付（都労委平成24年不第38号事件）。 |
| 2013年 | 11月26日        | JBCは安河内を反訴。 |
| 2013年 | 12月3日         | いわゆる「負けても王座保持問題」。 |
| 2014年 | 2月             | JBCは亀田ジムの会長・マネージャーのライセンス更新申請を却下（後述）。 |
| 2014年 | 11月21日        | 安河内・A2の事件、各第一審判決。 |
| 2015年 | 1月23日         | A1の事件、第一審判決。 |
| 2015年 | 2月24日         | B11が事務局長に就任。 |
| 2015年 | 6月17日         | 安河内の事件、控訴審判決。 |
| 2015年 | 10月6日         | 臨時理事会で本部事務局長の上位に「統括本部長」の職位を新設することを決議。評議員会は定款の変更を承認可決。B11が本部事務局長との兼務で統括本部長就任。同時に人事管理規定が変更され、事務局長職は人事権と予算執行権を失う。 |
| 2016年 | 6月8日          | 安河内の事件、最高裁判所第二小法廷決定により、原判決が確定。 |
| 2016年 | 7月11日         | 東日本ボクシング協会が混乱の収束を求める意見書をJBCに提出。 |
| 2016年 | 7月13日         | 日本プロボクシング協会が、11日付で提出された東日本ボクシング協会の意見書と同様の意見書を提出する意思を表明。 |
| 2016年 | 8月7日          | 東日本、中日本、西日本、西部日本の4協会が連名で、JBC理事の津江章二に緊急理事会の開催を要請。B11の職務停止、安河内の統括本部長としての復職などについて協議を求める。津江は翌日、緊急理事会の開催をB3に要請。 |
| 2016年 | 8月23日         | JBCの緊急理事会で、津江・E1・B16・B17・B3・B11の6理事による協議の結果、6議案をすべて否決。 |

※赤いセルは請求原因に類するもの、緑のセルは提訴、判決に類するもの。

## 参考判例
安河内の提起した事件については、財団法人日本相撲協会（現・公益財団法人日本相撲協会）と所属契約を締結した力士が懲戒処分としての解雇の無効確認を求めた東京地裁平成25年9月12日判決（判例タイムズ1418号207頁・財団法人日本相撲協会事件）、配置転換無効確認の訴えの係属中に解雇の意思表示がなされた場合に労働者が中間確認の訴えの提起もしくは訴えの追加的変更の申立てなどにより雇用契約上の地位の確認を求める訴えを提起しなかったからといって配転無効確認を求める訴えの利益がないということはできないとした最高裁第三小法廷平成3年2月5日判決（判例時報1390号135頁・広島中央電報局事件）、会社による配転命令に不当な動機や目的が認められず、労働者が著しい不利益を負わされるなど特段の事情がない場合は配転命令権の濫用とはいえないとした最高裁第一小法廷平成元年12月7日判決（労働判例554号6頁・日産自動車村山工場事件）、無許可でアンケート調査を行なった臨時雇いへの降格処分および解雇をいずれも無効とした原判決を維持した最高裁第三小法廷昭和61年11月18日判決（労働判例486号24頁・函館交通事件）、懲戒解雇を無効とした東京地裁平成20年12月5日判決（判例タイムズ1303号158頁・上智学院〔懲戒解雇〕事件）などが参考判例として挙げられる。
A1・A2の提起した事件については、内部・外部通報等に係るものとして東京高裁平成23年8月31日判決（労働判例1035号42頁・オリンパス事件控訴審）、新聞社に対する内部告発と不利益人事による損害賠償請求訴訟として富山地裁平成17年2月23日判決（労働判例891号12頁・トナミ運輸事件）、東京地裁平成24年4月26日判決（労働経済判例速報2151号3頁・北里研究所事件）、競業への加担行為を理由とする懲戒解雇に係るものとして東京地裁平成25年2月28日判決（労働判例1074号47頁・イーライフ事件）、東京地裁平成23年3月13日判決（労働判例1050号48頁・ヒューマントラスト〔懲戒解雇〕事件）、大阪地裁平成21年3月30日判決（労働判例987号60頁・ピアス事件）、大阪地裁平成18年8月30日判決（労働判例925号80頁・アンダーソンテクノロジー事件）などが参考判例として挙げられる。
A1・A2が提起した事件の詳細はそれぞれ「A1の事件」および「A2の事件」を参照。

## 同時期の日本ボクシングコミッション関連訴訟等

### 解雇処分・ライセンス停止処分後の和解例

#### A1の事件
東京地裁平成27年1月23日判決（労働判例1117号50頁、判例秘書L07030722、LEX/DB 25505716、D1-Law.com 28233189、Westlaw Japan 2015WLJPCA01238002）
- 事件番号と事件名：平成24年（ワ）第12908号　地位確認等本訴請求事件／平成25年（ワ）第32537号　損害賠償等反訴請求事件[213]
- 著名事件名：「日本ボクシングコミッション事件」[3][213]
- 裁判長：芝本昌征[213]

A1は1997年頃、訴外の法人に勤務しながらJBCのレフェリーライセンスを取得し、レフェリーとして活動するようになり、2004年1月にアルバイトとしてJBCに採用され、試合管理業務、ライセンス管理業務、ホームページの開設・更新と『ボクシング広報』の編集等を行うようになった。2005年1月にJBCの正規職員となり、本部事務局員として総務・試合管理等の業務を担当し、2006年3月頃には経理業務にも携わるようになり、レフェリーを引退して事務局の業務に専念するようになった。その後、上述の通りJBCから3度にわたり懲戒解雇の意思表示を受けたため、A1はこれらの解雇がいずれも無効であると主張し、雇用契約上の権利を有する地位にあることの確認等を求めて東京地裁に提訴した。JBCはA1の競業避止義務違反等により損害を被ったなどと主張し、損害賠償を求めて反訴した。第2次解雇は仮処分手続においてJBCがA1に弁明の機会を与えることなく懲戒解雇の意思表示をしたものであるが、就業規則の規定には懲戒解雇の前に事実関係を精査しなければならないとあり、第一審判決は、単に訴訟手続等で事後、主張立証が行われるというだけでは事前の弁明を経ることができなかった特段の支障として不十分であるとしてA1の請求をほぼ認容し、JBCの反訴請求を棄却した。
労働判例ジャーナル（労働開発研究会）は判示事項として、(1) 公益通報を行ったことは懲戒解雇事由にあたるとは認められず、情報提供等の行為も懲戒解雇を正当化するものではなく、その他の行為についても懲戒解雇の正当性は認めがたい、(2) 賞与については具体的な支給条件が規定されておらず、法的拘束力を持つ労働慣行が確立していたとまでいえないから賞与請求を肯認することはできない、(3) 法人の社会的評価を低下させたとはいえない、の3点を挙げている。水町勇一郎『労働法〔第6版〕』では、適正な手続きを欠いた懲戒権の行使を無効とした判例として紹介されている。
この事件では次のような平等原則違反が指摘されている。
「［2011年9月29日付］公益通報もいわゆる内部通報にとどまり、殊更外部に喧伝したものでもない。なお、平成23年5月31日にB5らが報道関係者に対して行った、安河内、B14ら4名の飲食代1万7180円を被告の経費として処理した行為が背任罪に当たるとの外部通報において、何ら懲戒処分はなされておらず、むしろ、B5がまもなく主任に昇進していることは［略］のとおりである。
以上によれば、［9月29日付］公益通報が公益通報者保護法による公益通報に該当するか否かの点を措いても、同通報に及んだことが、懲戒解雇事由を定める就業規則55条2号所定の素行不良に該当するとまでは認められない。」
「B4、B11及びB5らにおいては、安河内の事務局長解職前、報道関係者向けに記者会見を開き、被告［JBC］に代わって国内試合を統括する新団体設立の意向を外部的に表明したこともあったところ、かかるB4らの外部的表明を伴う上記行動に対して何らの処分もなされておらず、むしろ、B4は事務局長に就任し、B5は主任に昇進し、B11も被告における枢要なポストに収まっていることからすれば、新団体設立の内部的検討にとどまっている原告らについて懲戒解雇事由に当たるとするのは、明らかに均衡を欠くともいえる（なお、本件証拠上、B4らによる上記新団体の設立があくまで暫定的なものであった趣旨を述べる証拠［略］もあるが、報道関係者らに対し、新団体設立の意向を外部的に表明するにまで至っていることに照らせば、直ちに採用し難い。）」

#### A2の事件
東京地裁平成26年11月21日判決（判例秘書L06930789、LEX/DB 25505217、D1-Law.com 28231625、Westlaw Japan 2014WLJPCA11218010）
- 事件番号と事件名：平成24年（ワ）第23646号　地位確認等請求事件（本訴）／平成25年（ワ）第32538号　損害賠償請求反訴事件（反訴）[212]
- 著名事件名：「日本ボクシングコミッション（地位確認等）事件」[3]、「一般財団法人日本ボクシングコミッション（JBC）事件」[212]
- 裁判長：松田敦子[212]

A2は2008年4月1日、期間の定めのない正規職員としてJBCに雇用され、以後、JBC本部事務局に勤務し、主に経理の業務を担当していた。しかし、上述の通りJBCから解雇され、東京地裁に提訴したところ、解雇事由を追加しての新たな解雇の意思表示を受けたため、各解雇の無効等を主張して雇用契約上の地位確認ならびに解雇時以降の給与および賞与の各支払いを求めた。JBCはA2に対し、A2の職務専念義務、秘密保持義務、競業避止義務等違反により損害を被ったとして、損害賠償を求めて反訴した。解雇事由としてJBCが主張する事実はいずれも認められず、第一審判決はA2の解雇は客観的に合理的な理由なく行われたもので無効であるとして、本訴請求をほぼ認容し、反訴請求を棄却した。
労働判例ジャーナル（労働開発研究会）は判示事項として、(1) メールの送受信によりA2の職務遂行が現実に妨げられていたとまでは評価できず、解雇事由としてJBCが主張する事実はいずれも認めることができない、(2) 賞与の支給条件が明確な場合に当たらず、賞与請求権を有するものと認めることはできない、(3) 公益通報の事実は認められず、文部科学省への通報もJBCの社会的評価を低下させたとはいえないから、A2に債務不履行や不法行為の事実を認めることはできない、の3点を挙げている。
この事件では次のような平等原則違反が指摘されている。
「現実に被告［JBC］の事務所内の風紀秩序を乱したとの事情も認められないことに加え、［略］怪文書の送付後や平成23年5月31日および同年6月23日の記者会見前にB5ら職員が本来の業務をなおざりにして記者会見の準備等を行っていた［略］にもかかわらずB5らにつき職務懈怠等が問題にされた事実は認められないことなどの事情に照らせば、［略］直ちに解雇事由に相当する職務懈怠が存したと評価するのは相当でないというべきである。」

#### A3の事件
2011年5月16日、JBCは通信社の記者であるA3を国際業務担当の関西事務局員として採用したが、2012年6月16日に新団体設立を画策したなどの理由で懲戒解雇し、A3が提訴。2014年8月、大阪地方裁判所にて和解が成立し、JBCは処分撤回の上で2012年6月16日付での円満退職とした。
A3はJBCの職員となる前の2011年1月、D1の南アフリカ共和国での世界戦を現地取材し、この試合で「今世紀初めてIBFの世界戦リングに立った日本選手」となったD1の挑戦が「過去、日本選手の誰一人として世界戦で経験したことのない『無効試合』」に終わるさまを『ボクシング・ビート』2011年3月号でレポートしているが、その記事において以下のようなIBF会長とのやりとりも伝えている。

#### C2の事件
2012年8月13日、JBCは「元JBC職員と共謀しJBCと競合する新団体設立を図るなどボクシング界の秩序を乱す行為に及んだ」としてC2にマッチメーカーライセンスの無期限停止処分を決定。C2は世界戦を手掛けるなど国際的に活動していたマッチメーカーである。同月26日、C2は記者会見を開き、「聴聞の機会も与えられず、捏造された事実で一方的に処分された」と主張。また、C2は「試合で負傷した選手の手当てをすぐにしなかった」「計量で実際と違う体重が記録されている」などの理由で専務理事であるB3らの更迭などを求め、コミッショナーのB1に要望書を提出し、協会加盟ジムに賛同を募り、「50人が集まれば次の行動を起こしたい。日本プロボクシング協会が暫定的にJBCの役割を務めてもいい。」と提案していたが、C2が賛同者を募ると翌日にはJBCが協会加盟各ジムに宛て「『一国一コミッション』の現行体制を破壊しボクシング界の秩序を乱す［C2］氏の行為に惑わされることなく、JPBA［協会］とJBCが共存共栄するようご協力賜りますようお願い申し上げます」と通達。C2は11月に日本スポーツ仲裁機構に処分取消を申し立てたもののJBCが応じなかったため、12月7日にJBCを相手どって地位確認と慰謝料の支払いを求め、東京地方裁判所に提訴したが、2014年4月18日に和解し、同月28日にライセンスを再交付された。

### 選手等に及んだ被害

#### ライセンス停止・取消、戒告処分
上述の通り、選手D1が関わったとしてJBCが主張した新団体設立の経緯は『週刊朝日』8月17–24日合併号（2012年8月7日発売）によってD1が関わる部分を全面的に否定された。その約4か月後の2012年12月16日、大沢宏晋は韓国へ遠征し、インドネシアのジェイソン・バター・バターとのフェザー級10回戦に勝利した。JBCに提出した海外遠征届には「ノンタイトル10回戦」と記されていた。現地では「タイトルマッチ」としてテレビ中継され、計量では両者がWBOのチャンピオンベルトを持って向き合う場面があった。この試合については試合開催地のKBC（韓国ボクシング委員会）がJBCに対して「ノンタイトル12回戦」と報告しており、JBCもこれに従って「ノンタイトル12回戦」として記録しているが、JBCは大沢や関係者から事情を聴取した上で後述の処分を下した。
しかし、「ボクシング・マガジン取材班」が「もっとも問題視すべき」としているのはこれに先立って2012年4月30日に大阪で行われた大沢のOPBF東洋太平洋フェザー級王座の2度めの防衛戦であり、これはA3の懲戒解雇理由にも挙げられていた。挑戦者はインドネシアのロバート・コパ・パルエ。当時OPBF同級7位でWBOアジアパシフィック同級暫定王者だった選手である。当初の契約書にはダブルタイトル戦と記されていたため、JBCは当時認可していなかったWBOアジアパシフィック王座を契約から削除することを求めていたが、この試合に大沢が勝利した後、控室にWBOアジアパシフィック代表のレオン・パノンチロ・ジュニアが現れ、大沢にWBOのチャンピオンベルトを渡した。同取材班は『ボクシング・マガジン』2013年3月号で、チャンピオンベルト授受の場面を次のように記している。
引用文中、「新コミッション設立に関わった背任行為」以下、「背任」の文字が繰り返されるが、上述の通り、一連の日本ボクシングコミッション事件においては新団体設立とみられた動きについて「背任」の表現は使用されず、東京地裁および東京高裁の判断においては新団体設立の企図自体が否定されている（「新団体設立企図の有無」参照）。
JBCは、大沢が自身の持つOPBF東洋太平洋フェザー級王座の防衛戦に当時未公認のWBOの王座（WBOアジアパシフィック同級暫定王座）が懸けられていることを知りながら試合に出場したとして、この行為を「ボクシング界の秩序を著しく乱す行為」と判断の上、2012年12月16日から1年間のライセンス停止処分を下した。しかし、この試合にWBOの役員が来場することは、大沢陣営が事前にB10ら職員に伝えていた。陣営は保持していたOPBF王座の返上届を提出したが、JBCはこの王座を2012年12月16日付で剥奪した。大沢が当時所属していた大星ボクシングジムのマネージャー（大沢の父親）は「処分は尊重するが、ボクサーに罪はない。少しでもライセンス停止の期間を短くできないものか」と訴えたが聞き入れられなかった。JBCは同マネージャーが未公認王座の懸けられた試合と知りながら大沢をこの試合に出場させたとし、また海外遠征届に「ノンタイトル10回戦」と虚偽を記載してJBCに提出したとして、「悪質な隠蔽工作」「ボクシング界の秩序を著しく乱す行為」と判断した上で、セコンドとともにライセンスの取消処分を下した。JBCはさらにクラブオーナーに対しても監督責任を負うべきものとして戒告処分を下した。大沢陣営は「ボクシング・マガジン取材班」の取材に対し、「WBO王者とか、防衛戦という認識はなかった。試合は地元テレビ局の主導で行われ、ベルトも韓国のコミッション事務局にあったものを持たされただけ。しかし、テレビの映像を見ればタイトル戦とされても仕方がない」と説明している。大沢は2013年12月17日付でライセンスを再交付されたが、この処分による戦線離脱でWBC世界フェザー級13位のランクを失い、ジム関係者が処分を受けたことで移籍を余儀なくされた。
| 年     | 選手     | ライセンス発給国 | 試合開催地 | JBCの届出受理状況                    | 王座の扱い                                 |
| ------ | -------- | ---------------- | ---------- | ------------------------------------ | ------------------------------------------ |
| 2008年 | 木村隼人 | 韓国             | 韓国       | 必要なし                             | 王座獲得（暫定王座）                       |
| 2007年 | 宮城竜太 | 日本 (JBC)       | フィリピン | ノンタイトル海外遠征として対戦を容認 | 勝利の場合も王座保持は認めない             |
| 2010年 | 脇本雅行 | 日本 (JBC)       | タイ       | ノンタイトル海外遠征として対戦を容認 | 勝利の場合も王座保持は認めない             |
| 2012年 | 大沢宏晋 | 日本 (JBC)       | 韓国       | ノンタイトル10回戦の届出を容認       | 勝利後、控室でチャンピオンベルトを渡される |

※『ボクシング・マガジン』2013年3月号は、JBCが非公認タイトルについて勝利の場合も王座保持は認めないのは、世界タイトル、地域タイトルを問わず、宮城・脇本の例と同様であると説明している。WBOアジアパシフィック王座は2016年9月から認可された（「王座認定団体への加盟状況」も参照）。

#### ライセンス更新申請却下、協会も除名処分

##### 処分の背景
2013年9月3日、香川県で行われたIBF世界スーパーフライ級タイトルマッチで亀田大毅が2階級制覇を達成。世界戦では試合前の調印式で同時にグローブチェックを行い、インスペクターによる検査を経たグローブに選手がサインをして、JBCはこれを試合直前まで封印し、保管する。しかしこの試合ではグローブ封印後に亀田の対戦相手のロドリゴ・ゲレロ陣営が別のグローブの使用を希望し、JBCが承諾したことから、亀田ジムのマネージャーがJBCに対し「調印式で行われたグローブチェックはセレモニーであって大した問題ではないという認識でいいのか」と問い、亀田興毅も「何のためにJBCがあって、JBCに承認料を支払っているのか」と抗議する一幕があった。最終的に亀田陣営が直接ゲレロ陣営を説得し、試合では予定通り検査済みグローブが使用された（このグローブに関する交渉では、B12・B10が亀田側から監禁等を受けたとの情報を知人のフリーライターに提供し、フリーライターがブログに掲載した記事をめぐって双方が民事裁判を起こした。「B12の情報提供による名誉毀損」参照）。当時、大手ジムのマネージャーが「JBCは事前にルールなどのチェックや調整をやっていないのではないか」「これでは、いつか大きな事件が起こるのではないか」と不安をもらしている。
IBF王者となった亀田大毅は2013年12月3日に大阪府で行われたWBA王者・リボリオ・ソリスとの王座統一戦で判定負けを喫する。ジャッジ3者でジャッジペーパーの左右のポイント記入欄の使い方が一致していなかったことからJBCの計算が遅れ、試合後の採点発表が遅れた。この試合の前日計量ではソリスが体重超過で王座を剥奪されており、事務局長のB4は、亀田が勝てば統一王者、負ければ両王座ともに空位、引き分けなら亀田はIBF王座を保持、と発表。試合はTBS系列でテレビ中継され、アナウンサーが「IBF王座を大毅は陥落です」と叫んで番組は終了したが、試合後にIBFの立会人が「IBFルールでは、勝っても負けてもカメダは王者で初防衛だ」と主張。理事長のB3は「前に言ったことを翻すのはおかしいと思う」として4日付のメールでIBFに経緯説明を求めた。

##### 処分と実態
亀田ジムの会長およびマネージャーは、この混乱でボクシングの公平性が疑われ、JBCの信用が傷つけられたとして、2014年2月にJBCからライセンスの更新申請を却下されたことで資格を失い、同ジムの所属選手である亀田三兄弟は国内で試合をできない状況に置かれた。一時的に東日本ボクシング協会で「協会預かり」とすればこれを解消することができたが、同協会会長のE1は救済しない意向を示し、同協会は2014年4月21日、亀田ジム会長・吉井慎次が実質的にジム運営に携わっていなかったこと、国外で行った試合を報告しなかったことなどを理由に、吉井の除名を全会一致で決めた。E1の前任・原田政彦の在職期間に提起された除名処分無効確認請求事件では、cジム会長が協会からの除名処分に先立ってJBCからプロモーターライセンスの無期限停止処分を受けたことで協会の会則が定める登録要件を欠いていたが、除名後にはcジムが別の会長を立てたことで協会は改めて会員となることを承認していたため、除名処分によってcジムの営業には支障が生じていなかったことなどから、東京地裁は権利能力なき社団である協会の下した除名処分に民法第680条を類推適用し、実体的、手続的違法はないとして請求を棄却している。
弁護士ドットコムでは弁護士の辻口信良が、JBCがルールミーティングの際、亀田が負けた場合の王座の取り扱いについて確認を怠ったのが事実であれば「根本的には、試合管理等に関するJBCの監督・ガバナンスに問題があるといわざるをえません」と見解を述べ、『週刊朝日』2013年12月20日号は「試合管理はJBCの責任だ。タイトル認定団体IBFと世界王座の扱いで判断が正反対になる事態は、JBCの確認不足と言われても仕方がない。」として、関係者の「今回の騒動もJBCの介入不足に尽きますよ。組織が混乱してる。しっかりしろ、と言いたいですね。」とのコメントを掲載。協会関係者も「JBCの亀田ジムへの責任転嫁」と指摘している。
JBCは亀田陣営が勝敗に関係なく王座を防衛することを事前に知りながら報告や公表をしなかったとして、これを問題視したが、インターネット上でも公開されているIBFルールは挑戦者が試合前日の計量で規定の体重を超過すれば試合結果を問わず王者が防衛を達成すると定めている。事務局長のB11が事前のルールミーティングに出席し、このルールを記載した書類を含む合意文書にサインしている以上は亀田陣営に報告の必要性はなく、公表や説明をすべきなのはむしろ、試合の管理に責任を負う立場にあるJBCである。しかしB11がスペイン語も英語も解さないにもかかわらず、ルールミーティングの場ではJBCに対するルールの通訳もなかった。JBCは「ルールミーティングで『亀田大毅選手がソリス選手に敗れた場合はIBFの王座は空位になる』と決定され」たとし、これをB11が「当財団を代表して承認したルール」であると主張している。これらのことから「現代ビジネス」記者の藤岡は、JBCがIBFルールの当該条項を把握しておらず誤認していた可能性を指摘し、JBCの亀田兄弟への対応について「JBCの試合管理上の過失が強く疑われる騒動の責任を、亀田ジムに負わせ、亀田3兄弟の選手生命に重大な影響を与えるような処断」として、この問題はJBCの執行体制の混乱の象徴だとの認識を示している。亀田興毅は2015年10月16日、シカゴで河野公平の持つWBA世界スーパーフライ級王座に挑んで敗れ、この試合直後に引退を発表した。
JBCとの間では亀田ジムの会長およびマネージャーとの訴訟が係属中であり、さらに2016年1月14日には亀田興毅らと亀田プロモーションが、JBCと理事10名に対し約6億6000万円の損害賠償を請求する訴訟を起こしている（冒頭の相関図を参照）。2016年7月には、共同通信の編集委員でJBCの理事を務める津江章二が陳述書を提出し、JBCの不手際を告発しているにもかかわらず、兄弟唯一の現役選手となった亀田和毅の早期国内復帰を期した和解交渉においてもJBC側は態度を硬化させていることが伝えられている。

#### B12の情報提供による名誉毀損

##### 選手等の訴え
東京地裁平成28年1月27日判決（LEX/DB 25532816、D1-Law.com 29016420、Westlaw Japan 2016WLJPCA01276001）
- 事件番号と事件名：平成25年（ワ）第33319号　損害賠償等請求事件[247]
- 裁判長：中吉徹郎[247]

亀田興毅・和毅らがフリーライターに対し、ブログに虚偽内容の記事を掲載され名誉を毀損されたとして損害賠償などを求めて提訴した事件で、東京地裁は「ブログの内容は真実とは言えず、裏付け取材も十分と認められない」としてフリーライターに計300万円の支払いを命じた。この裁判で同フリーライターが明かした当該ブログ記事に関する取材活動によれば、B12は同フリーライターに対し、2013年9月2日午後4時50分、「今、明日使うグローブでモメてます」と記されたメールを送り、世界戦当日の3日午前10時35分に「早速大モメ」という内容のメールを送り、同日昼頃に1度めの電話をかけ、同日夜になって2度めの電話をかけ、虚偽情報を提供。B12と電話を替わったB10（同年7月より関西事務局主任）も同フリーライターに同趣旨の情報提供をしている。さらにB12は4日にも同フリーライターに電話をかけ、JBCに提出する報告書「IBF世界戦の当日計量会見後の出来事について」の概要を伝えた。この報告書には「暴力行為が行われました」などと記されていた。当該ブログ記事等のうち日付が最も古いものは9月4日付である。B12は5日午後5時20分、同フリーライターに「リリース用文書（IBF・亀田問題）」という書面を添付したメールを送り、変更する可能性はあるもののそのようなリリースをする予定であることを伝え、同フリーライターは6日午前11時35分に「まずは『何かあったのだけは事実』を表にして後戻りできなくしましょう！」などと書いたメールを返信するに至り、B12は同日午後2時51分の同フリーライターへのメールで同日予定されていたリリースが急遽中止になったと報告した。メディアに発表することが予定されていたという「リリース用文書（IBF・亀田問題）」の内容は、JBCが当事者から事情を聴取するというものに過ぎず、この間JBC内部で問題解決に向けた措置等がとられた様子はみられない。フリーライターは控訴せず、第一審判決が確定した。これを受けて亀田の代理人弁護士・北村晴男は2016年2月23日、JBCの体制について「公正・公平な組織運営が阻害されている」と批判し、同年1月14日にJBCと理事10名に対し上述の訴訟を起こしたことについて説明した。

##### B12の事件
東京地裁平成27年9月30日判決（LEX/DB 25531483、D1-Law.com 29013846、Westlaw Japan 2015WLJPCA09306002）
- 事件番号と事件名：平成26年（ワ）第2822号　損害賠償請求事件／平成26年（ワ）第8139号　損害賠償反訴請求事件[253]
- 裁判長・倉地真寿美[253]

B12は1998年にリングアナウンサーとしてJBCの試合役員となり、2012年6月にJBCの常勤の職員となった。上述の通り、2012年6月にはこれと入れ替わりで安河内が解雇されている。2013年9月3日、B12が世界戦の公式行事に職員として立ち会った際、亀田興毅・和毅らに監禁等をされたと知人のフリーライターに電話で虚偽の情報を提供。フリーライター個人のブログに記事を書かせた上、B12と同フリーライターが共同記者会見を開いて監禁・恫喝があったことを前提とする発言をしたことなどにより、亀田側が名誉を傷つけられたとしてフリーライターを提訴したことを受け、B12が亀田側を訴えた。亀田側はB12に対しても慰謝料を求めて反訴した。東京地裁はB12に合計320万円の支払いを命じた。B12はこれを不服として控訴したが、翌年2月12日に取り下げ、第一審判決が確定した。B12が電話で虚偽の情報提供をした場にはB10が立ち会い、ライターに対し同趣旨の情報提供をしている。

## 同時期の日本ボクシングコミッション関連の諸問題

### 健保金をめぐって
JBCは、日本プロボクシング協会に加盟するジムや、それらのジムに所属する選手からのライセンス発給料、試合の承認料で成り立っており、プロボクシングの試合は協会加盟ジム会長などの興行主がJBCに支払う試合役員費で運営されている。JBCの管轄下で試合をする選手は1957年7月1日から2014年末日まで、試合ごとにファイトマネーの一部を健康管理金としてJBCに納付してきた。このいわゆる「健保金」は選手が試合で負傷した際に治療費に当てるための特別な財源としてJBCが預かってきたものであり、実際に使われた金額を差し引いたものが正味財産には含まれている。しかし、JBCの正味財産は2010年度の約1億6400万円から激減し、2015年度には実質的に約6300万円しか残されていない。JBC理事長は2015年に健保金からは「治療費以外の支出はしない」と約束したにもかかわらず、同年8月10日にはJBCが健保金を訴訟費用の支払いに当てていたことを窺わせる発言をしている。本来の使途が守られていれば、2014年度の健保金残高は約1億1900万円となるが、JBCは協会側に対し、約5700万円と説明しており、さらにJBC統括本部長は協会側の追及に対し、2016年6月の残高を約2200万円と回答している。安河内は文部科学省の指摘により2008年から健保金を収入として扱うようになった後も、健保金の資金を選手の治療費などに使う健康管理事業を維持する方法を検討していたが、それを果たさないうちに、JBCは安河内を事務局長から降格・解雇し、この事業を大幅に縮小させた経緯がある。
日本ボクシングコミッションの財務状況
- 健保金残高は2014年に約1億1900万円であるべきところ[179]、JBCは東日本ボクシング協会に対し、約5700万円（グラフ中の黄色い矢印の先）と説明している[243]。
- 健康管理収入は、選手のファイトマネーからの徴収比率を2013年7月1日より3分の2に引き下げ、2015年1月1日以降は徴収を停止した[257]。

### 安全管理をめぐって
JBCは2013年4月1日付で医事規則を改定し、網膜剥離を患ったボクサーがJBC指定専門医に完治の診断を受けた場合は現役続行を認めることとした。これまでは引退勧告の対象としていたが、JBC関係者は「辰吉の時代と比べて治療技術が進歩した」と説明し、同年3月8日付のJBC本部事務局長・森田健ならびにJBC健康管理委員会・谷諭および大槻穣治の連名による協会宛通達でも「近年の治療技術の著しい向上を受け」とのみ記されている。この医事規則改定では網膜裂孔・増殖性硝子体網膜症についても同じ扱いとしており、JBC試合管理事業部長・羽生孝次は「逆に厳しくなった一面もあります」と述べ、『ボクシング・マガジン』2013年8月号では「この規制見直しは、緩和ではない。ボクサーに問いかける、自己責任の在りかでもあるのだ。」「JBCは目の疾病に対して門戸を開いたが、リングに立つことを許しただけのこと。それ以上の身体的なことは、すべて自己責任であると、ボクサーたちも考えていただきたい。」との見解を示している。この改定を受けて復帰した選手には2015年6月のJBC・協会合同の医事講習会の時点ですでに複数名の再発がみられ、医療関係者からは、辰吉の時代からの約20年間に治療技術にはそれほどの進歩はないこと、現役続行の認可は術式の変化よりも考え方の変化によるものであろうこと、指定専門医は関東地区に1施設、関西地区に2施設、中京地区に1施設、九州地区に1施設のいずれも大学病院であるが、その選定基準は不明であり、ボクシングジムの分布やボクサーの人口密度とは乖離がありそうなこと、他国と足並みを揃えたにしてはずいぶんと遅い対応であることが指摘されている。
2015年12月22日、JBCは、定年となる37歳に達しても日本ランキング入りしているプロボクサーに対しライセンスを例外的に再交付すること、プロテストの受験資格を17–32歳から16–34歳に拡大することなどを決定。11月の有識者会議でルール変更が検討され、この日の理事会で承認された。時事通信の記事は、定年制自体をなくす意見もみられたが医師側が反対したことを伝え、「議論は尽くされていない。守るべきものを守らず興行面を優先するのは本末転倒。JBCの存在意義が問われる。」と結んでいる。

### 試合運営をめぐって
『ボクシング・マガジン』2011年8月号で協会会長の大橋秀行は「不可解な採点や、反則パンチをめぐる裁定など、審判員が心ここにあらずという試合も何度かあって、この状態で、確かな試合運営、安全管理ができるのか、と心配し始めました」と試合役員らへの不安を口にしている。
2012年7月16日、埼玉県で行われたWBC世界フライ級タイトルマッチで、五十嵐俊幸が王座を獲得。WBCルールでは4回・8回終了時にジャッジ3者のポイント累計が公開されるが、この試合では2度とも1回遅れの5回と9回終了時に発表され、事務局長の森田が謝罪した。
2014年12月30日、東京都で行われたWBC世界ライトフライ級王座決定戦で八重樫東が王座獲得に失敗。4回終了時の公開採点で1者がドロー、2者が八重樫を支持と発表されたが、5回終了後に相手選手が優勢だったと訂正された。八重樫はその後、挽回を試みた策が裏目に出て敗れた。
2015年8月28日にJBCが発表した日本ランキングでは、試合前日計量で規定の体重を超過した3選手が「JBC預かり」としてランキングを外れるという事態も発生している。
2015年12月には老舗ジムの会長が「JBCはこうした批判に真摯に向き合ってこなかった。今のJBCの姿勢からは、ボクシングやボクサーへのリスペクトという基本的な理念すら、揺らいでいるように見える。」と懸念するなど、重大なミスの続くJBCに対して不満の高まる内情が伝えられている。長年プロボクシングを取材してきた全国紙スポーツ部記者は「JBCは数年前から、試合管理でありえないミスを犯すようになった」と話し、その一例として2015年4月に東京都で行われたOPBF東洋太平洋スーパーライト級王座決定戦の結果（新王者は小原佳太）をJBCが勝敗取り違えて発表し、時事通信社がそのまま配信、掲載紙の「朝日新聞」などが訂正記事を出した事例を挙げている。
この他、業者との連絡に不備があり、100kg超のヘビー級選手の計量日に100kgまでしか測れない計量計を用意したり、世界タイトルマッチの審判団を直前になってジム関係者に問い合わせたりする様子をスポーツ記者等が確認している。8回戦以上の試合に出場できるA級ボクサーは2006年には728人いたが、2015年には487人まで減少した。

### 王座の扱いをめぐって
2011年11月、WBAは清水智信を日本人世界王者として初めて休養王者と認定した。JBCは「休養王者と正規王者は同等の扱い」と認識しており、この認識を東日本ボクシング協会と共有していた。陣営はJBCに対し、(1) 休養王者と正規王者を同等の扱いとしたことについての説明、(2) 正当な理由があるにもかかわらず国内での暫定タイトル戦を認めなかった理由、(3) WBAからJBCに届いた公式文書の開示、(4) WBA総会への参加者が試合役員のみであり、JBC事務局が不参加であった理由、などについて質問状を送ったが、JBCからの回答は、(1)「JBCが見解を述べる事は差し控えさせていただきます」、(2)「JBCの内規、方針として運用しております」、(3)「WBAの正式承認と認識しました」「WBAの承諾がない限り差し控えさせていただきます」、(4)「JBCとしてはご回答する必要性が認められませんので、回答を控えさせていただきます」などといったものであった。このときJBCの一部には、選手を守れなかったことを悔やむ者もいたという。
2012年6月20日、日本プロボクシング史上初の現役世界王者同士による王座統一戦として東京都で行われた井岡一翔 対 八重樫東戦では、WBC・WBAの立会人同士による事前調整のおかげで「ルールミーティングでも混乱はなかった」と報じられながらも、試合前々日から前日にかけて勝者が獲得する王座についての情報が間違って伝えられるというトラブルがあった（詳細は井岡一翔 対 八重樫東戦#日本初の王座統一戦へを参照）。
2016年3月30日から3日間フィリピンで開催されたOPBF総会では当初、暫定王座の正式な導入が予定されており、4月1日にはスーパーフライ級、バンタム級、スーパーフェザー級の3階級で暫定王座決定戦が行われることになっていた。当時、この3階級ではそれぞれ、JBC管轄下の井上拓真、山本隆寛、伊藤雅雪が正規王座についていたが、同月24日、統括本部長の浦谷信彰は「日本としては見守っていく方向」と静観する方針を示した。JBCは2011年2月28日の委員長会議において、「本来の暫定タイトルの趣旨を逸脱した形で」濫発されるWBAの暫定タイトル戦について、「(1) 本来の意味での暫定タイトル（タイトルが正当な理由により凍結状態になっている場合）以外の暫定タイトルマッチは国内では認定しない。(2) 海外で暫定王座を獲得しても、従来与えられた正規王者と同等の資格は認めない。」との方針を決め、この姿勢を維持してきた。時事通信の記事は「ボクシング界は現在、正規王者以外が就く複数の名称の王座が乱立。ファンには分かりづらく、OPBFに異を唱えないJBCの姿勢も問われそうだ。」と報じた。結局、JBCは「権威がなくなる」等の意見を提出し、OPBF総会では暫定王座の代わりにシルバー王座が設置された。

### ウェブ資料
- 藤岡雅 (2015年12月24日). “日本ボクシング界にいま、「重大な危機」が迫っている！〜統轄団体・JBCのずさんな運営・資金管理を告発する”.  現代ビジネス. pp. 1–10. 2016年3月21日閲覧。
- 藤岡雅 (2016年7月5日). “日本ボクシング界の内紛をスッパ抜く！〜名門ジムの会長らが、現体制への怒りを表明”.   現代ビジネス. pp. 1–5. 2016年7月5日閲覧。
- 藤岡雅 (2016年8月9日). “「日本のボクシングはいま、消滅の危機にある」〜内紛に揺れるボクシング界・渦中の金平会長独占インタビュー！”.   現代ビジネス. pp. 1–5. 2016年8月10日閲覧。
- 本郷陽一 (2016年8月6日). “ボクシング内紛問題が泥沼化。JBC責任者の辞任示唆でも解決せず”.   THE PAGE. pp. 1–3. 2016年8月8日閲覧。
- “【疑惑の濁流】怪文書から始まったプロボクシング界の泥仕合　JBC事務局長解雇訴訟はついに最終ラウンドへ”.  産経新聞. pp. 1–4 (2015年7月21日). 2016年3月21日閲覧。

### 文献
- 「3次にわたる懲戒解雇の有効性と反訴損害賠償等請求　日本ボクシングコミッション事件（東京地裁平27. 1. 23判決）」『労働判例』第1117号、産労総合研究所、2015年10月1日。
- 『ボクシング100年—ミレニアム特集』日本スポーツ出版社〈日本スポーツ・ムック 31〉、2001年1月20日。ISBN 978-4930943316。
- 「『JBC騒動』その顛末と教訓」『ボクシング・ビート』2011年8月号、フィットネススポーツ、2011年7月15日。
- 「インタビュー　高山勝成」「増加し始めたWBCユース戦」『ボクシング・ビート』2012年3月号、フィットネススポーツ、2012年2月15日。
- 宮崎正博「大揺れJBC内紛が呼んだ波紋」『ボクシング・マガジン』2011年8月号、ベースボール・マガジン社、2011年7月15日。